# Schönbuchbahn
| Ein RegioShuttle in Böblingen Süd |                                                                      |                                                                   |                                     |
| |                                                                      |                                                                   |                                     |
| Streckennummer (DB): | 4871                                                                 |                                                                   |                                     |
| Kursbuchstrecke (DB): | 790.46                                                               |                                                                   |                                     |
| Kursbuchstrecke: | 327d (1946)                                                          |                                                                   |                                     |
| Streckenlänge: | 16,978 km                                                            |                                                                   |                                     |
| Spurweite: | 1435 mm (Normalspur)                                                 |                                                                   |                                     |
| Streckenklasse: | CE (Böblingen–Weil Untere Halde) B2 (Weil Untere Halde–Dettenhausen) |                                                                   |                                     |
| Stromsystem: | 15 kV 16,7 Hz ~                                                      |                                                                   |                                     |
| Maximale Neigung: | 40 ‰ (Holzgerlingen-Hülben) sonst 1:45 = 22 ‰                        |                                                                   |                                     |
| Minimaler Radius: | 190 m                                                                |                                                                   |                                     |
| Streckengeschwindigkeit: | 100 km/h                                                             |                                                                   |                                     |
| Zugbeeinflussung: | PZB                                                                  |                                                                   |                                     |
| Zweigleisigkeit: | Böblingen–Danziger Straße Zimmerschlag–Holzgerlingen Hülben          |                                                                   |                                     |
| |                                                                      |                                                                   |                                     |
| \| \| \| von Stuttgart \| \| \| \| \| von Renningen \| \| \| \| 0,016 \| Böblingen \| 437 m \| \| \| \| nach Horb \| \| \| \| \| Herrenberger Straße \| \| \| \| 1,446 \| Böblingen Danziger Straße (seit 1996; seit 2019 Hst) \| 439 m \| \| \| 2,290 \| Böblingen Süd (auch Böblingen Südbahnhof) \| 449 m \| \| \| 2,500 \| Anschluss Pfinder Chemie (bis 200x) \| Anschluss Pfinder Chemie (bis 200x) \| \| \| \| Schönbuchstraße \| \| \| \| 3,479 \| Böblingen Heusteigstraße (seit 1996) \| 467 m \| \| \| \| Heusteigstraße \| \| \| \| 4,428 \| Böblingen Zimmerschlag (ehemals Schönaicher First; seit 2019 Hst) \| 483 m \| \| \| \| nach Schönaich \| \| \| \| 7,875 \| Holzgerlingen Nord (1996–2019) \| Holzgerlingen Nord (1996–2019) \| \| \| 8,235 \| Holzgerlingen Hülben (seit 2019; Bft) \| 494 m \| \| \| 9,128 \| Holzgerlingen (auch Holzgerlingen Bahnhof; seit 2019 Bft) \| 484 m \| \| \| \| Erlachstraße (Landesstraße 1184) \| \| \| \| 10,910 \| Holzgerlingen Buch (seit 1996) \| 504 m \| \| \| 12,475 \| Weil im Schönbuch Troppel (seit 1996) \| 479 m \| \| \| 12,024 \| Weil im Schönbuch Röte (ehemals Weil (Schönbuch)) \| 478 m \| \| \| 13,954 \| Weil im Schönbuch Untere Halde (seit 1996) \| 460 m \| \| \| \| Schulsteige \| \| \| \| \| Schaich \| \| \| \| 16,800 \| Anschluss BTD (bis 28. April 1990) \| Anschluss BTD (bis 28. April 1990) \| \| \| 16,948 \| Dettenhausen \| 414 m \| \| \| \| \| \| \| Quellen: [3] \| \| \| \| |                                                                      |                                                                   |                                     |
| Strecke |                                                                      | von Stuttgart                                                     | von Stuttgart                       |
| Abzweig geradeaus und von rechts |                                                                      | von Renningen                                                     | von Renningen                       |
| Bahnhof | 0,016                                                                | Böblingen                                                         | 437 m                               |
| Abzweig geradeaus und nach rechts |                                                                      | nach Horb                                                         | nach Horb                           |
| Brücke |                                                                      | Herrenberger Straße                                               | Herrenberger Straße                 |
| Haltepunkt / Haltestelle | 1,446                                                                | Böblingen Danziger Straße (seit 1996; seit 2019 Hst)              | 439 m                               |
| Haltepunkt / Haltestelle | 2,290                                                                | Böblingen Süd (auch Böblingen Südbahnhof)                         | 449 m                               |
| Abzweig geradeaus und ehemals nach links | 2,500                                                                | Anschluss Pfinder Chemie (bis 200x)                               | Anschluss Pfinder Chemie (bis 200x) |
| Brücke |                                                                      | Schönbuchstraße                                                   | Schönbuchstraße                     |
| Haltepunkt / Haltestelle | 3,479                                                                | Böblingen Heusteigstraße (seit 1996)                              | 467 m                               |
| Brücke |                                                                      | Heusteigstraße                                                    | Heusteigstraße                      |
| Haltepunkt / Haltestelle | 4,428                                                                | Böblingen Zimmerschlag (ehemals Schönaicher First; seit 2019 Hst) | 483 m                               |
| Abzweig geradeaus und ehemals nach links |                                                                      | nach Schönaich                                                    | nach Schönaich                      |
| ehemaliger Bahnhof | 7,875                                                                | Holzgerlingen Nord (1996–2019)                                    | Holzgerlingen Nord (1996–2019)      |
| Bahnhof | 8,235                                                                | Holzgerlingen Hülben (seit 2019; Bft)                             | 494 m                               |
| Bahnhof | 9,128                                                                | Holzgerlingen (auch Holzgerlingen Bahnhof; seit 2019 Bft)         | 484 m                               |
| Brücke |                                                                      | Erlachstraße (Landesstraße 1184)                                  | Erlachstraße (Landesstraße 1184)    |
| Haltepunkt / Haltestelle | 10,910                                                               | Holzgerlingen Buch (seit 1996)                                    | 504 m                               |
| Haltepunkt / Haltestelle | 12,475                                                               | Weil im Schönbuch Troppel (seit 1996)                             | 479 m                               |
| Haltepunkt / Haltestelle | 12,024                                                               | Weil im Schönbuch Röte (ehemals Weil (Schönbuch))                 | 478 m                               |
| Haltepunkt / Haltestelle | 13,954                                                               | Weil im Schönbuch Untere Halde (seit 1996)                        | 460 m                               |
| Brücke |                                                                      | Schulsteige                                                       | Schulsteige                         |
| Brücke über Wasserlauf |                                                                      | Schaich                                                           | Schaich                             |
| Abzweig geradeaus und ehemals nach links | 16,800                                                               | Anschluss BTD (bis 28. April 1990)                                | Anschluss BTD (bis 28. April 1990)  |
| Kopfbahnhof Streckenende | 16,948                                                               | Dettenhausen                                                      | 414 m                               |
| |                                                                      |                                                                   |                                     |
| Quellen: |                                                                      |                                                                   |                                     |

Koordinaten: 48° 38′ 21″ N, 9° 0′ 39″ O
Die Schönbuchbahn ist eine 17 Kilometer lange Nebenbahn in Baden-Württemberg, die von Böblingen nach Dettenhausen führt.
Die Königlich Württembergischen Staats-Eisenbahnen nahmen die Stichstrecke 1910 und 1911 in Betrieb. 1965 und 1966 stellte die Deutsche Bundesbahn (DB) den Personenverkehr ein, 1990 auf dem Großteil der Strecke auch den Güterverkehr. Sie wurde 1996 im Schienenpersonennahverkehr reaktiviert sowie 2016 bis 2018 elektrifiziert und abschnittsweise zweigleisig ausgebaut.
Die Strecke wird von der Württembergischen Eisenbahngesellschaft (WEG) betrieben, Eisenbahninfrastrukturunternehmen ist der nichtbundeseigene Zweckverband Schönbuchbahn (ZVS). Im Jahr 2013 wurde bei bis zu 8.000 Fahrgästen pro Tag eine Betriebsleistung von rund 400.000 Zugkilometern erbracht.

## Geschichte

### Staatsbahnzeit
Um die zwischen Stuttgart und Tübingen gelegene Schönbuchlichtung für den Schienenverkehr zu erschließen, planten die Königlich Württembergischen Staats-Eisenbahnen den Bau einer Nebenbahn vom Bahnhof Böblingen über Holzgerlingen und Weil im Schönbuch nach Dettenhausen. Nachdem 1909 mit dem Bau begonnen worden war, konnte die erste Teilstrecke von Böblingen bis Weil im Schönbuch am 16. Oktober 1910 in Betrieb genommen werden. Der zweite Abschnitt bis Dettenhausen folgte am 29. Juli 1911.
Im Keilbahnhof Schönaicher First – heute Haltepunkt Böblingen Zimmerschlag – zweigte zwischen 1922 und 1959 eine Stichstrecke nach Schönaich ab.
Im Zuge der Einschränkungen auf den Nebenstrecken der Deutschen Bundesbahn fuhren zwischen Böblingen und Dettenhausen ab 29. Mai 1965 keine reinen Personenzüge mehr, den überwiegenden Teil des Reiseverkehrs übernahmen Bahnbusse. Nur ein Güterzug mit Personenbeförderung (GmP) verkehrte noch bis Ende September 1966, wobei in jenem Jahr nur noch 90 Reisende täglich die Strecke nutzten. Danach fuhren nur noch reine Güterzüge, 1988 beantragte die Deutsche Bundesbahn schließlich die Streckenstilllegung. Nachdem der Landkreis Böblingen aber Interesse an der Übernahme der Strecke zeigte, verfolgte diese ihre Stilllegungsabsichten aber nicht weiter. Letztlich endete der Güterverkehr zwischen Schönaicher First und Dettenhausen dann zum 28. April 1990, wurde bis Schönaicher First aber bis in die 2000er Jahre aufrechterhalten. Der Abschnitt Schönaicher First–Dettenhausen wurde damals nicht entwidmet, sondern war fortan lediglich außer Betrieb.

### Übernahme durch den Zweckverband Schönbuchbahn
Die Bevölkerung entlang der Strecke wollte sich mit der Einstellung des Personenverkehrs und der drohenden Gesamtstilllegung nicht abfinden. Jedoch hatten die zahlreichen Aktionsgemeinschaften, Resolutionen und Beschlüsse der Gemeinderäte der Anliegergemeinden in den Jahren 1959 bis 1986 keinen Erfolg. Erst am 30. Mai 1988 kam neue Bewegung in die Angelegenheit. Der Landkreis Böblingen und der Landkreis Tübingen beauftragten die Württembergische Eisenbahngesellschaft mit der Erstellung eines Gutachtens über die Möglichkeiten einer Wiederaufnahme des Personenverkehrs auf der Schönbuchbahn. Dieses Gutachten vom September 1989 prognostizierte 2500 Fahrgäste täglich, 25 Prozent mehr als beim Omnibusverkehr.
Daraufhin befürwortete im Herbst 1992 das Verkehrsministerium Baden-Württemberg die Wiederinbetriebnahme und stufte das Vorhaben als förderungswürdig ein. Als Träger eines künftigen Bahnbetriebs beschlossen die Landkreise Böblingen und Tübingen im Juli beziehungsweise Oktober 1993 die Reaktivierung der Strecke und gründeten hierzu am 21. Dezember 1993 den Zweckverband Schönbuchbahn (ZVS), an welchem der Landkreis Böblingen 80 Prozent und der Landkreis Tübingen 20 Prozent Anteil haben. Dieser kaufte am 28. Dezember 1993 die Strecke zum symbolischen Preis von einer D-Mark zuzüglich Mehrwertsteuer von der Deutschen Bundesbahn ab. Anschubmittel für unterlassene Instandsetzungen am Fahrweg und sonstige Starthilfen wurden nicht gewährt. Nach einer beschränkten Ausschreibung zum Bau und Betrieb der Bahn, zu der sechs Verkehrsunternehmen Angebote abgaben, darunter die Deutsche Bahn AG, erhielt die Württembergische Eisenbahn-Gesellschaft (WEG) am 6. Juli 1994 den Zuschlag. In der Ausschreibung waren 27 Zugpaare montags bis freitags, 14 an Samstagen und sechs an Sonn- und Feiertagen gefordert.
1995 begann die WEG mit dem umfassenden Ausbau der Streckeninfrastruktur, der 14,6 Millionen Euro kostete und mit Mitteln des Gemeindeverkehrsfinanzierungsgesetzes (GVFG) gefördert wurde. Im Einzelnen wurden folgende Maßnahmen durchgeführt:
- Ertüchtigung des Gleiskörpers und Anhebung der Streckengeschwindigkeit von 50 auf 80 km/h
- Neubau von sechs Stationen für möglichst kurze Fußwege zum nächsten Haltepunkt, darunter Holzgerlingen Nord als Kreuzungsbahnhof mit Rückfallweichen
- Ertüchtigung von sechs vorhandenen Stationen
- Ausrüstung aller zwölf Stationen mit 76 Zentimeter hohen Bahnsteigen für stufenloses Einsteigen sowie neuen Wartehäuschen
- technische Sicherung von zwölf Bahnübergängen mit Schranken oder Ampelanlagen
- Rückbau von fünf Bahnübergängen von Fuß- und Radwegen zu Umlaufsperren
- Schließung von vier Bahnübergängen
- Bau einer Unterführung anstelle eines Bahnübergangs
- Sanierung beziehungsweise Neubau von sechs Brücken
- Herstellung von vier Gleisanschlüssen für den Güterverkehr
- Bau einer Fahrzeugunterstellhalle mit Werkstatt in Dettenhausen
- Einrichtung von Zugleitfunk
- Aufstellung von Fahrkartenautomaten

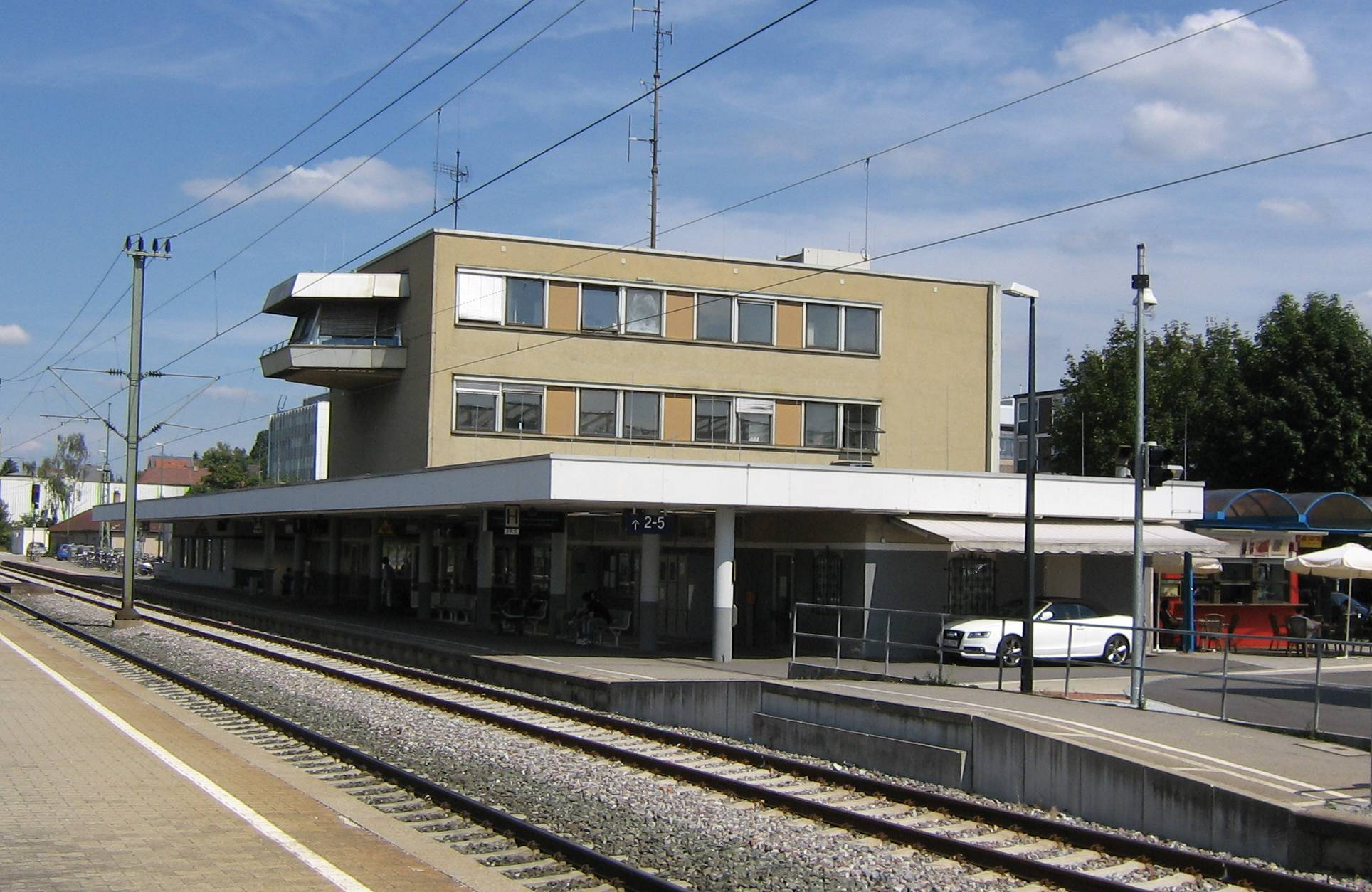
Bei Wiedereröffnung im Jahr 1996 konnte der Böblinger Hausbahnsteig für die Schönbuchbahn nur partiell erhöht werden

Im Rahmen der Wiedereröffnung wurden außerdem Park-and-ride-Anlagen gebaut. Lediglich im Bahnhof Böblingen konnte der von der Schönbuchbahn genutzte Hausbahnsteig (Gleis 1) nur partiell erhöht werden, so dass dort nur der erste Einstieg in Fahrtrichtung Dettenhausen barrierefrei war.

### Wiedereröffnung
Am 28. September 1996 konnte die Schönbuchbahn feierlich wiedereröffnet werden; aus technischen Gründen wurde der fahrplanmäßige Betrieb aber erst am 1. Dezember 1996 wieder aufgenommen. Die Reisezeit auf der Gesamtstrecke betrug damals 24 Minuten; es galt folgendes Fahrplanangebot:
- Montag bis Freitag: 30-Minuten-Takt von 5:02 bis 22:02 Uhr, danach Stundentakt bis Betriebsschluss um 0:02 Uhr
- Samstag: Betriebsbeginn 7:02 Uhr, 30-Minuten-Takt von 8:02 bis 16:02 Uhr, danach Stundentakt bis Betriebsschluss um 0:02 Uhr
- Sonn- und Feiertage: Stundentakt von 8:02 bis 22:02 Uhr

Im Bahnhof Böblingen besteht seither Anschluss an die Stuttgarter S-Bahn, in Dettenhausen an Regionalbusse in Richtung Tübingen. Die Schönbuchbahn wurde im Zuge der Wiedereröffnung in den Verkehrs- und Tarifverbund Stuttgart (VVS) integriert und von diesem zunächst als Linie R72 bezeichnet. Hierbei wurde auch die Gemeinde Dettenhausen ins Tarifgebiet des VVS aufgenommen, obgleich im Landkreis Tübingen liegend.
Am ersten Werktag nach Wiedereröffnung, dem 2. Dezember 1996, wurden 3740 Fahrgäste gezählt. Zuvor waren auf der Busverbindung entlang der Strecke 2000 Fahrgäste pro Tag gezählt worden. Mitte 2000 wurden durchschnittlich 5500 Fahrgäste gezählt, die Züge waren oft überfüllt. Eine Verdichtung des Takts war auf der eingleisigen Strecke mit einer Ausweichstelle jedoch nicht möglich. So wurden 2001 die Bahnsteige verlängert, sodass auch dreiteilige Triebwagenzüge – hauptsächlich im Schülerverkehr – gefahren werden konnten, und die Wagenhalle in Dettenhausen vergrößert.
Während der Sommerferien 2003 wurde der Verkehr erstmals vorübergehend im Schienenersatzverkehr erbracht, um dringend notwendige Sanierungsarbeiten durchführen zu können. Bei der ersten Sanierung der Strecke wurden alte, noch brauchbare Schienen und Schwellen benutzt, die durch neues Material ersetzt wurden. Außerdem wurden mehrere Problemstellen im Unterbau, hauptsächlich an Bahndämmen und Brücken, beseitigt. Im Frühjahr 2003 wurden werktags 6800 Fahrgäste gezählt. Im April 2008 benutzten täglich über 7400 Fahrgäste die Schönbuchbahn.
2010 wurden im Nordabschnitt der Strecke 4200 Reisende pro Tag gezählt und bis 2025 ein Anstieg auf 6200 Fahrgäste pro Tag erwartet. Die Umsteigemöglichkeiten verbesserten sich in Böblingen ab Juni 2010 mit dem Anschluss an die S-Bahn S60 in Richtung Renningen.
Im Jahr 2011 wurden die Fahrkartenautomaten an den Stationen abgebaut und stattdessen neue in den Triebwagen installiert.

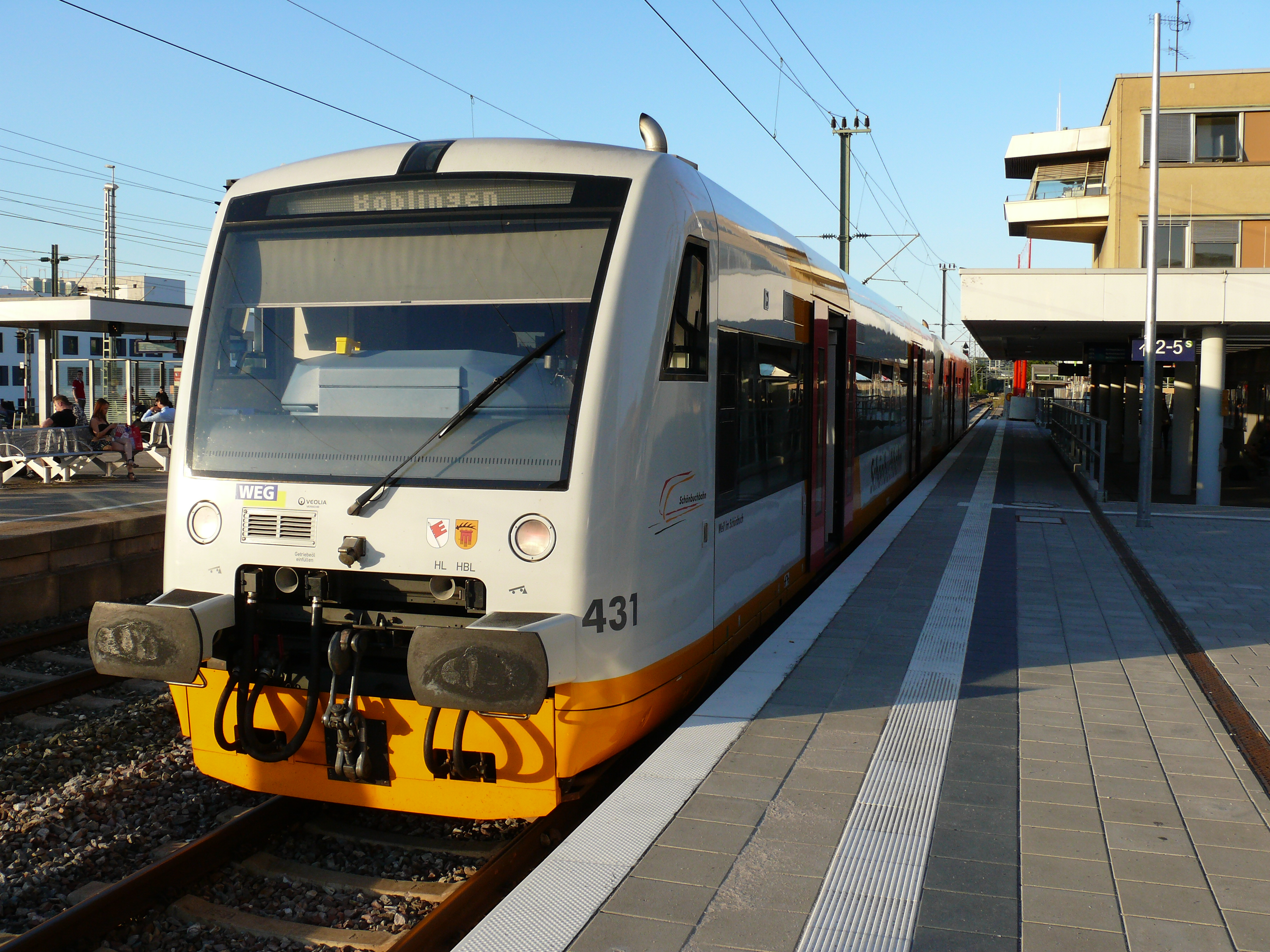
Böblingen
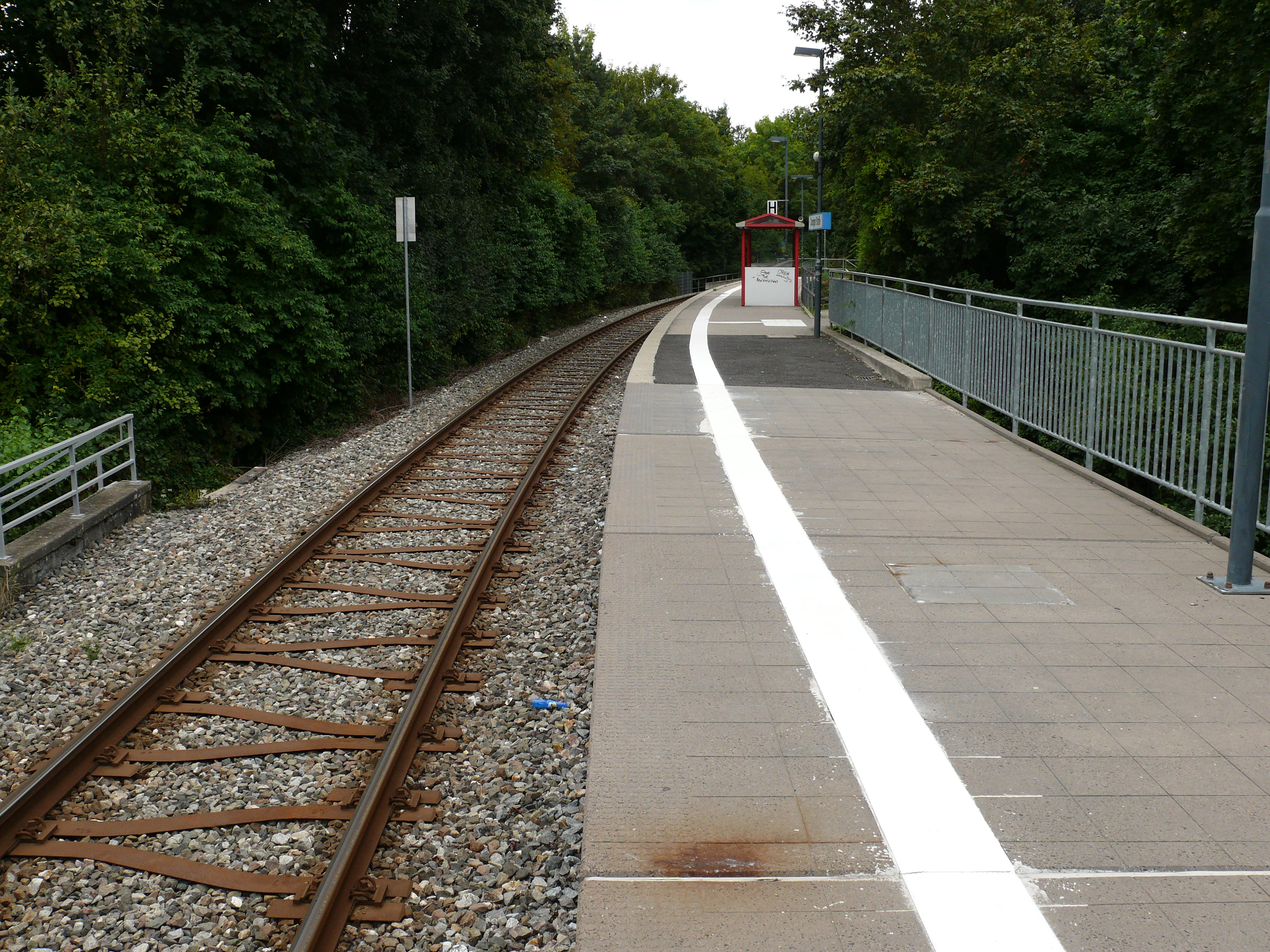
Böblingen Danziger Straße
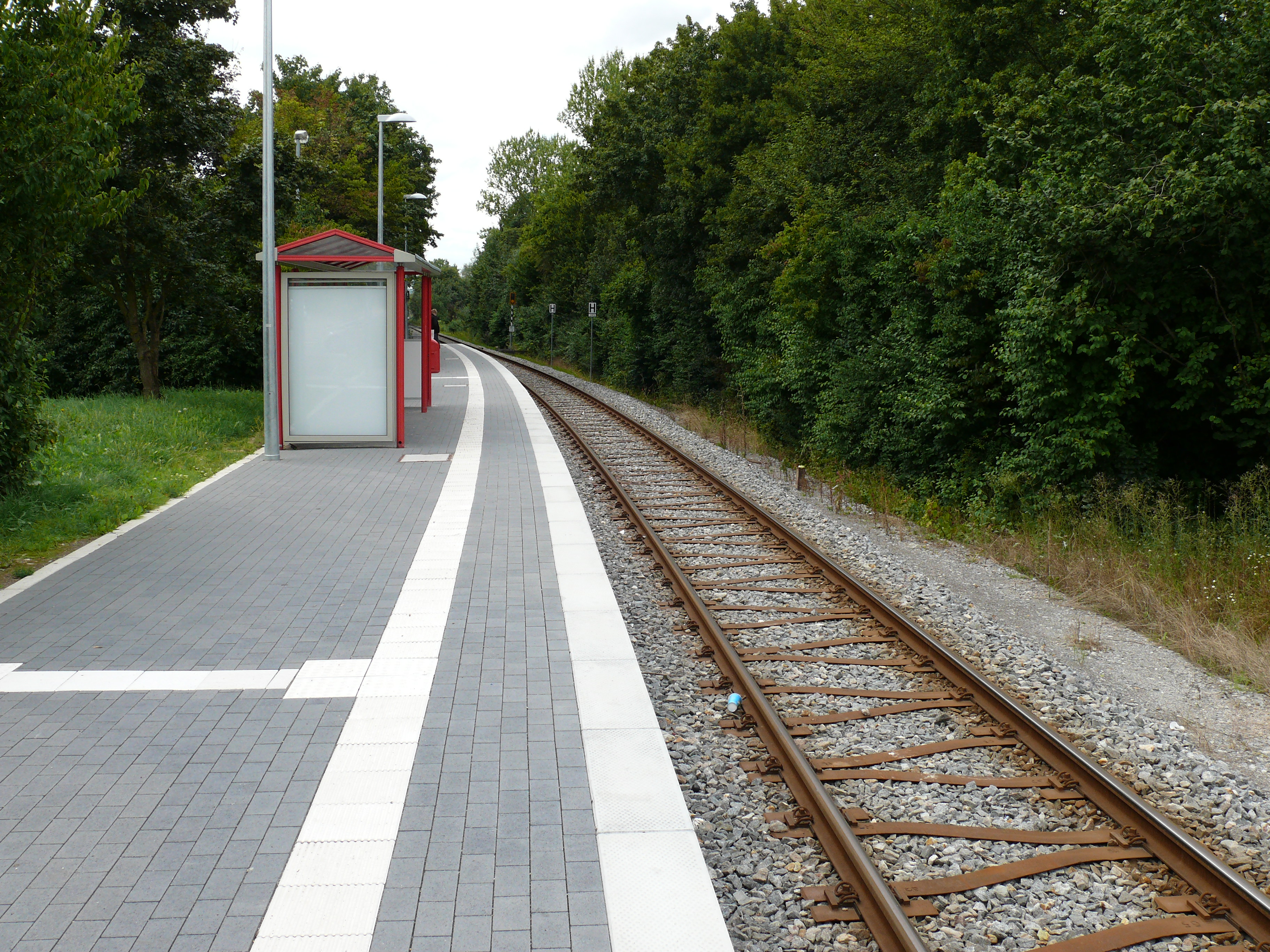
Böblingen Südbahnhof
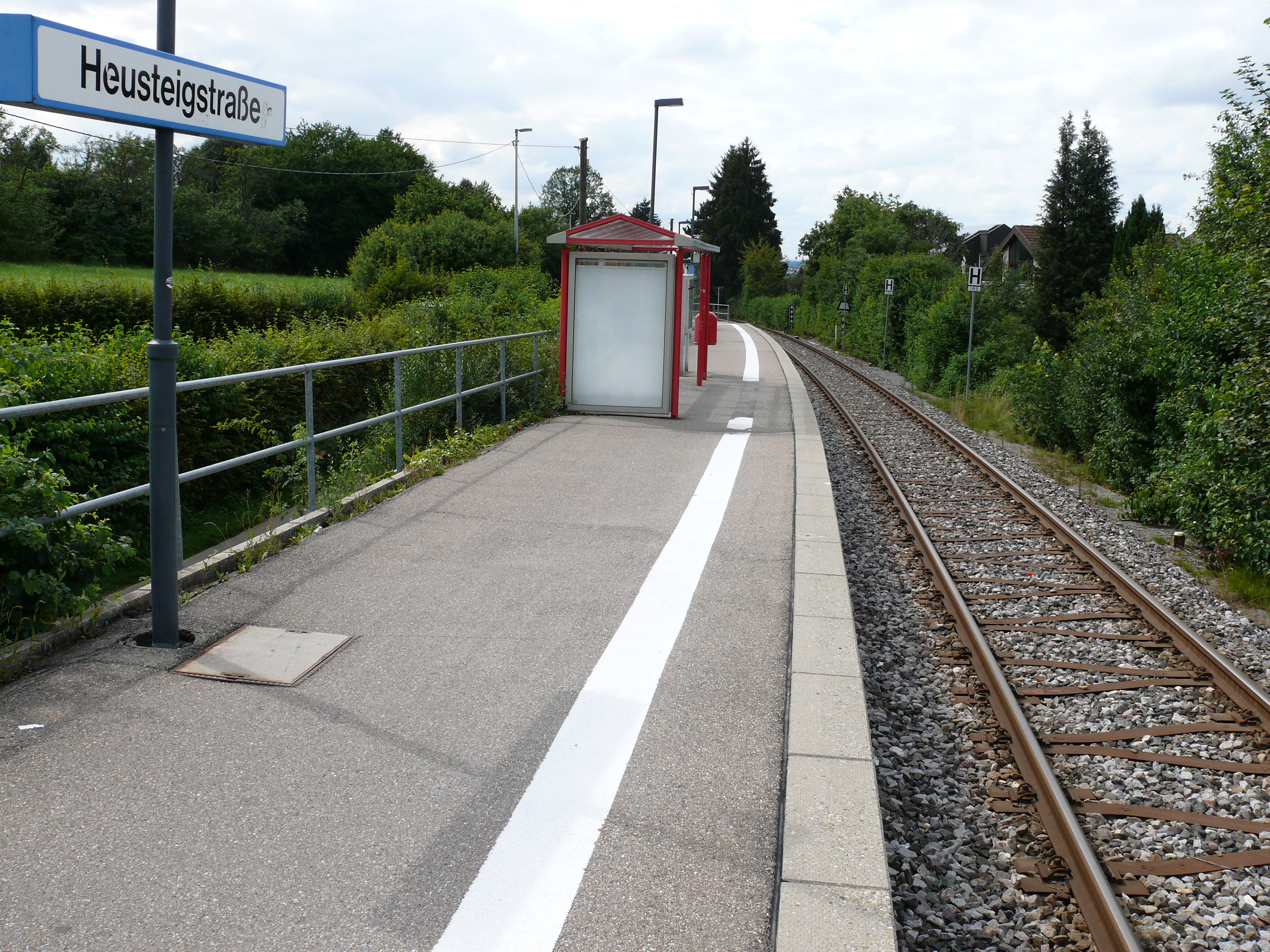
Böblingen Heusteigstraße
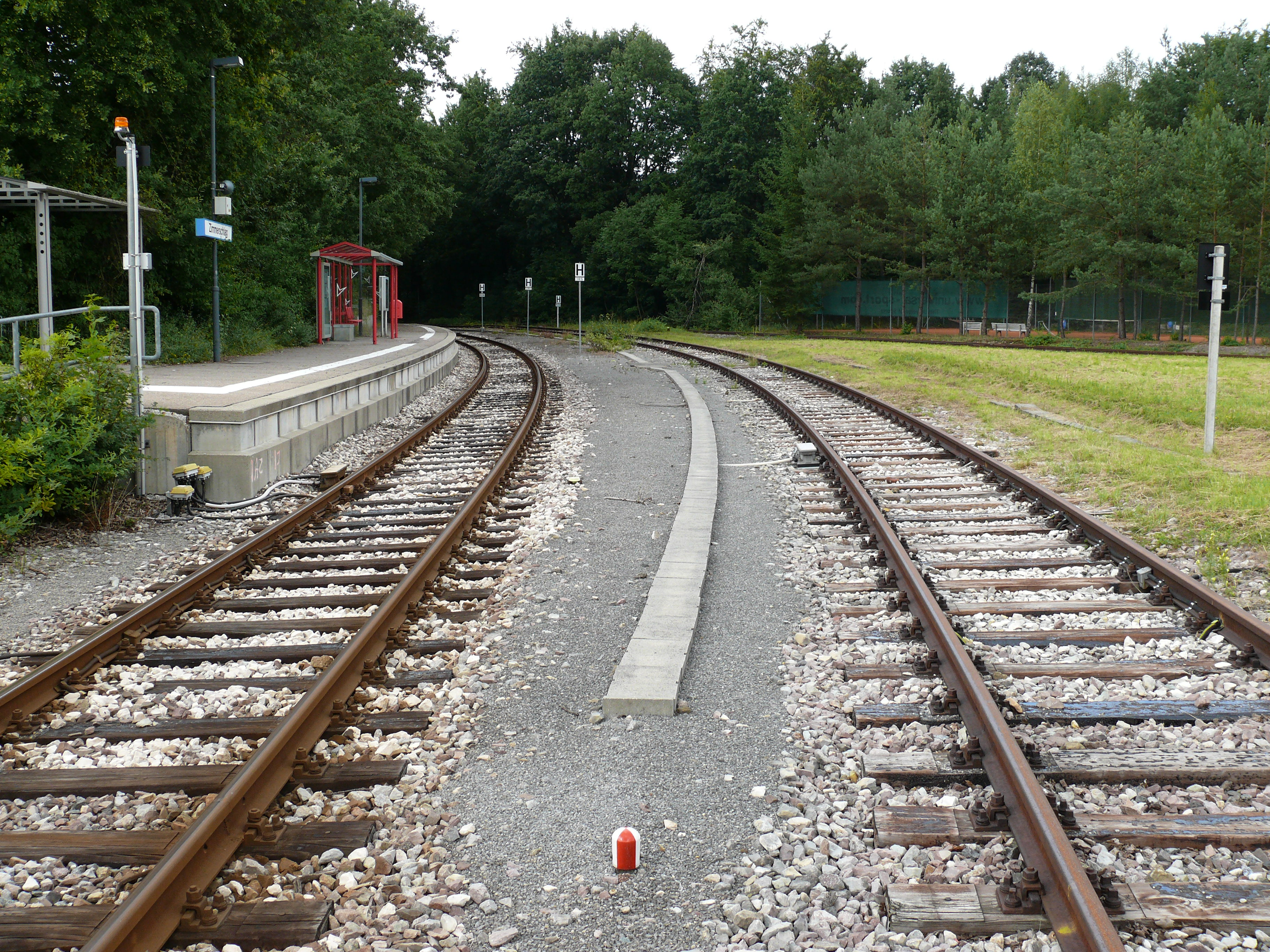
Böblingen Zimmerschlag
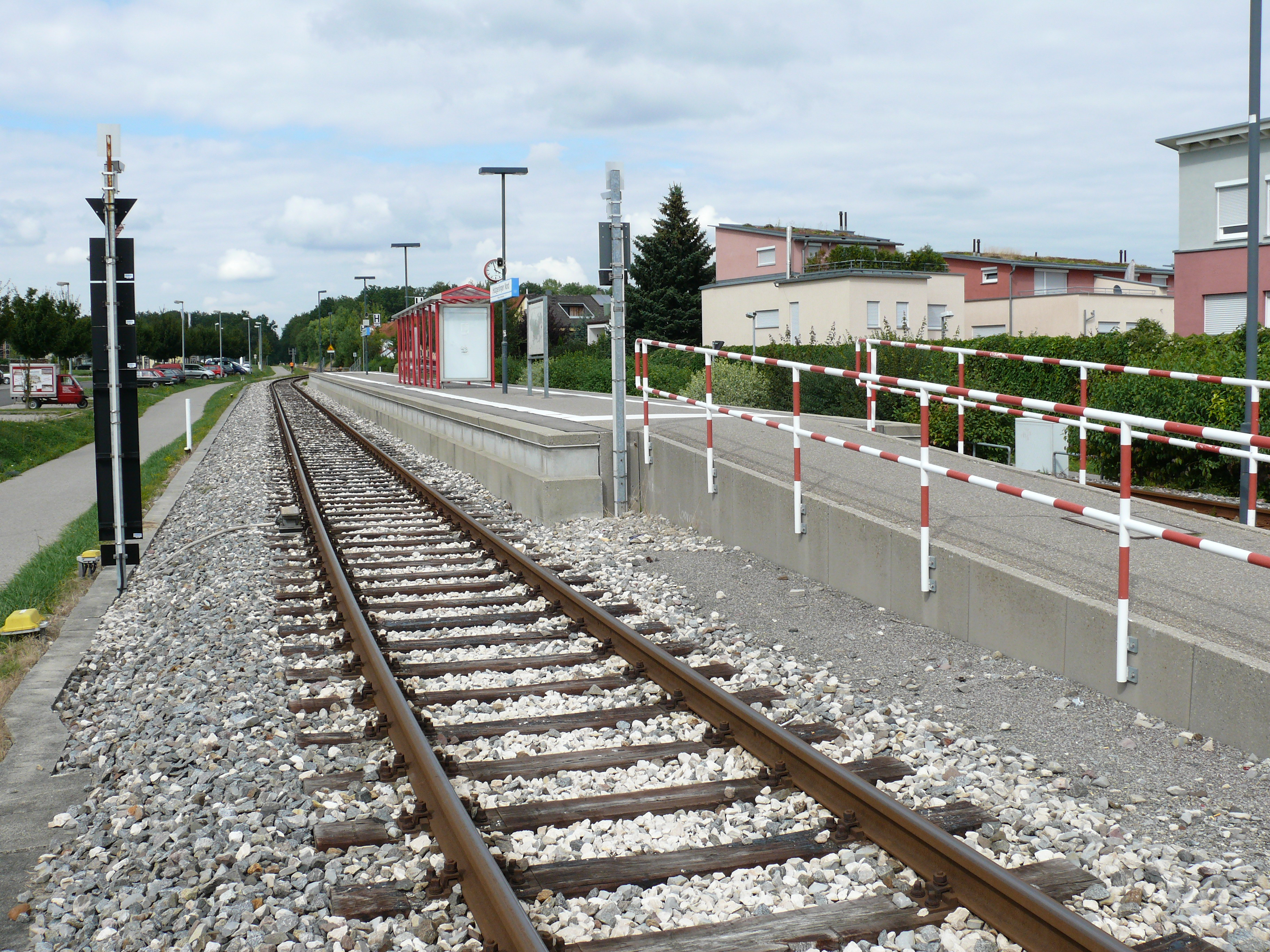
Holzgerlingen Nord
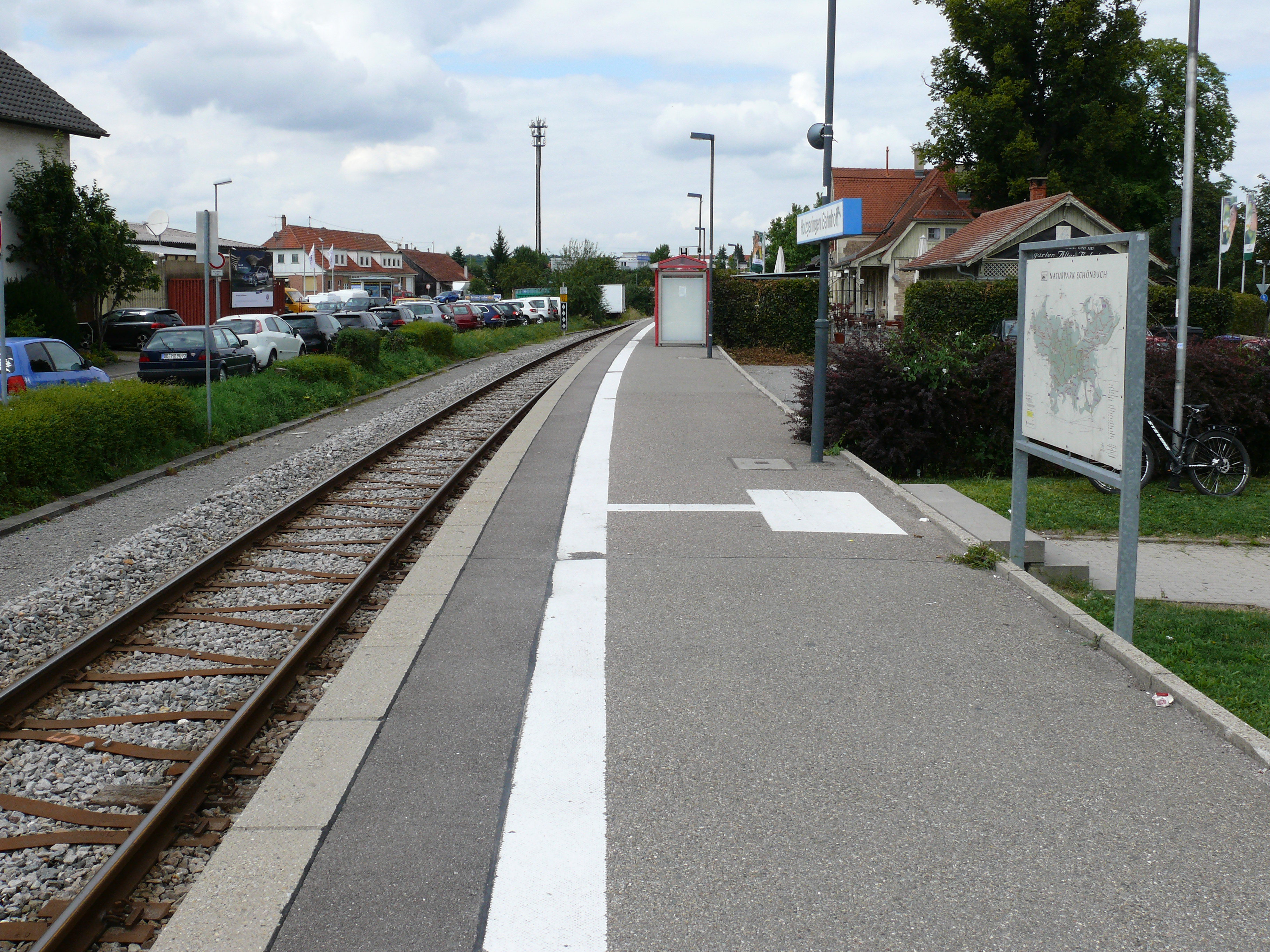
Holzgerlingen Bahnhof
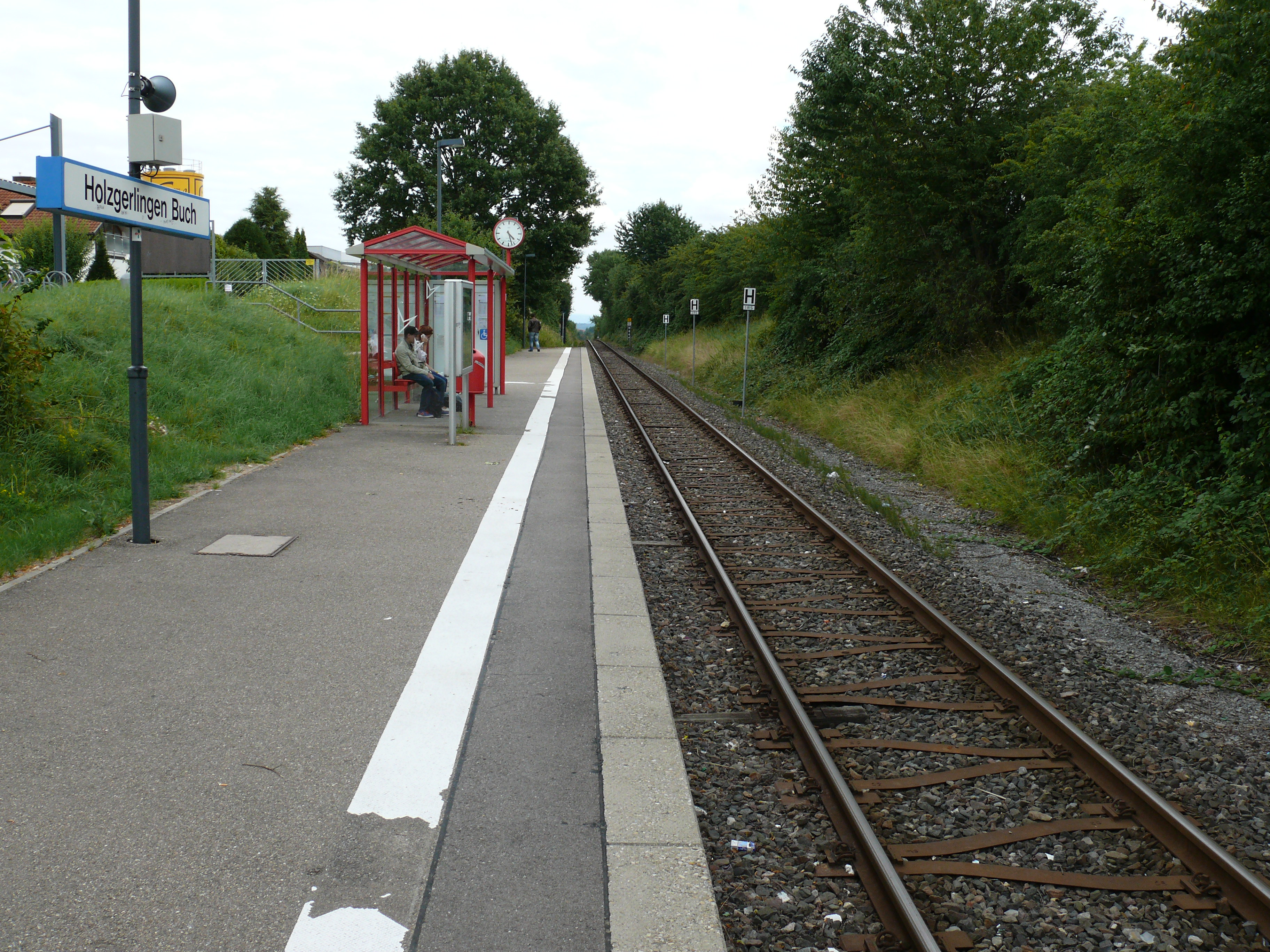
Holzgerlingen Buch
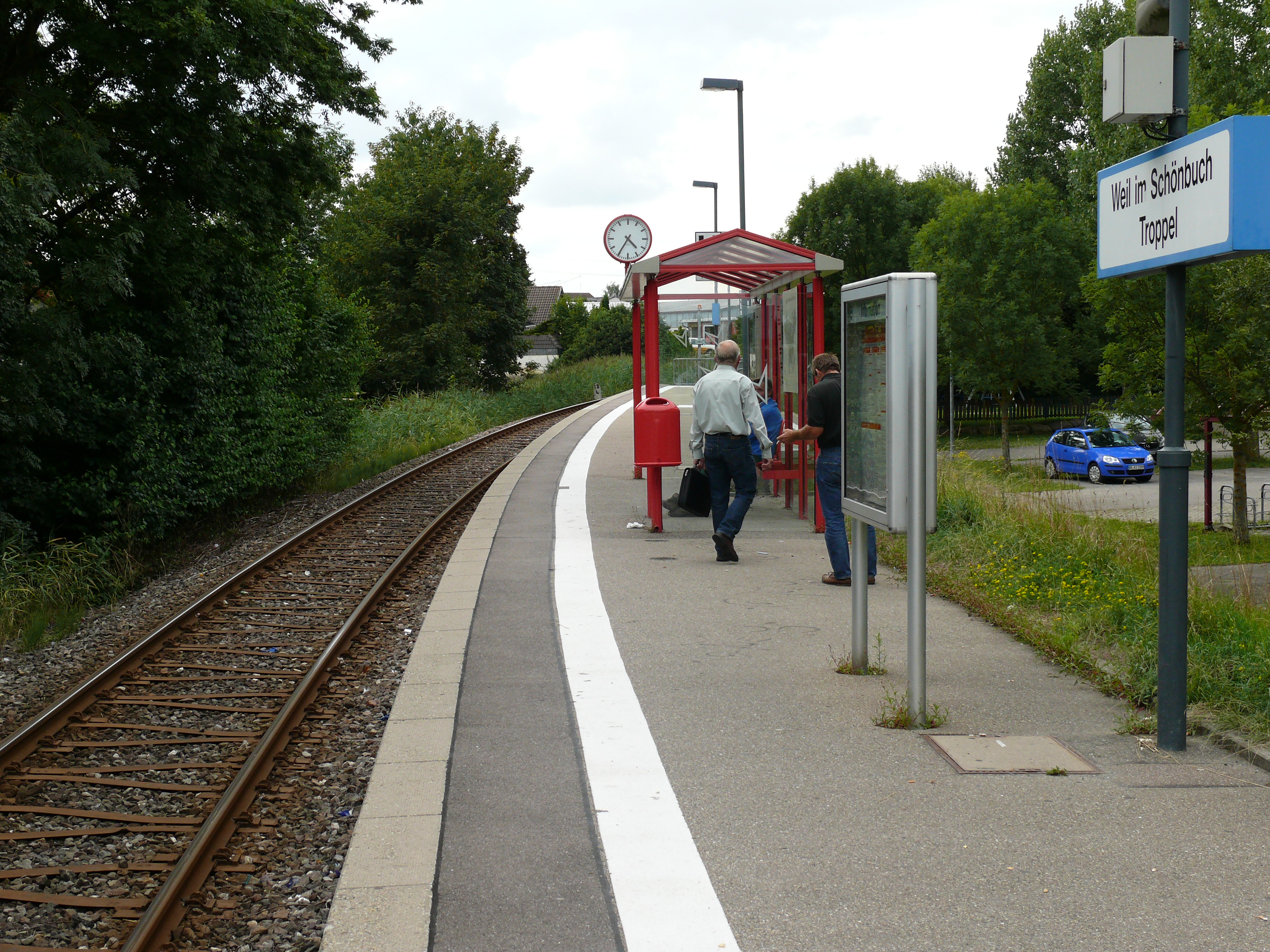
Weil im Schönbuch Troppel
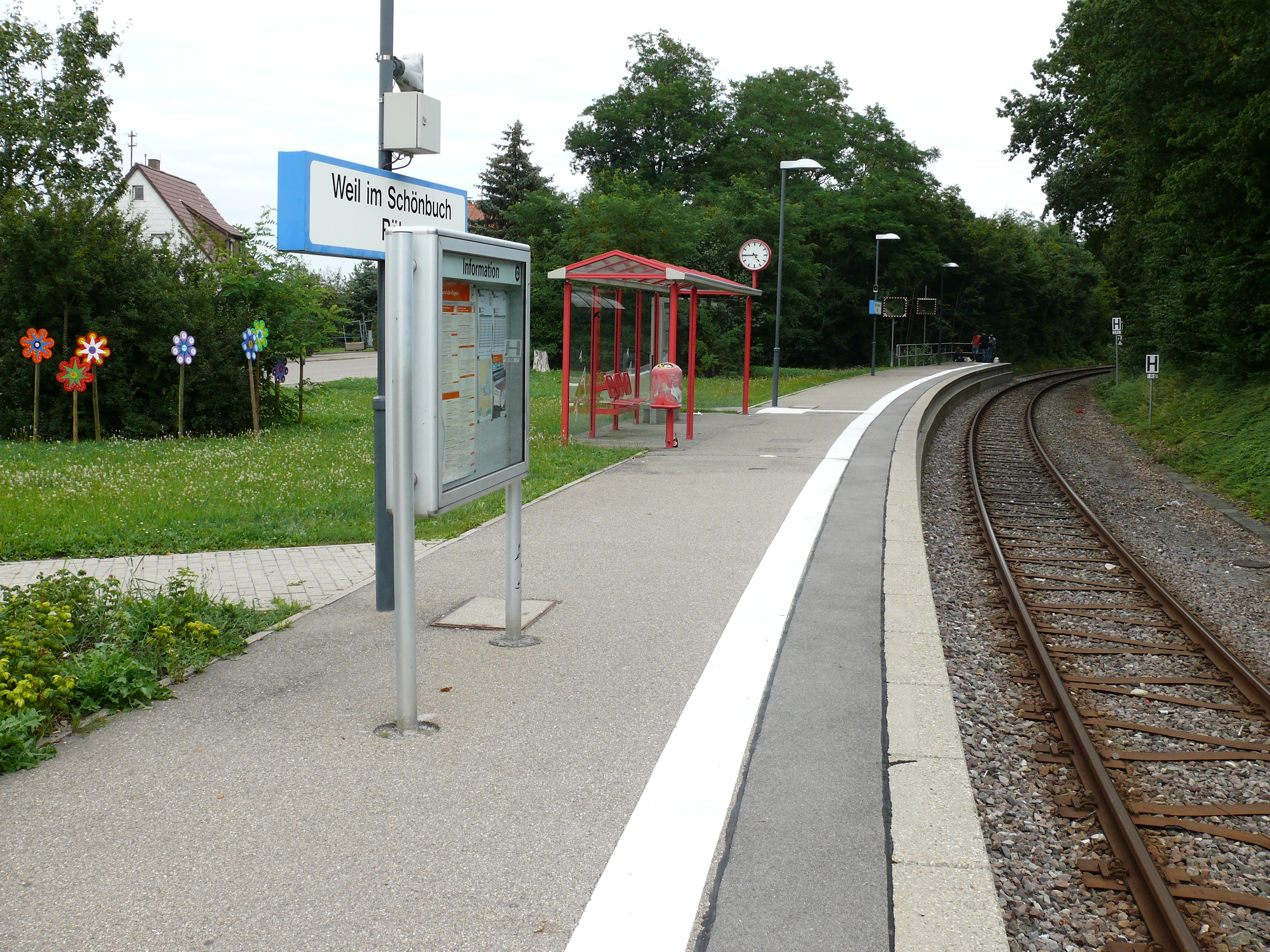
Weil im Schönbuch Röte
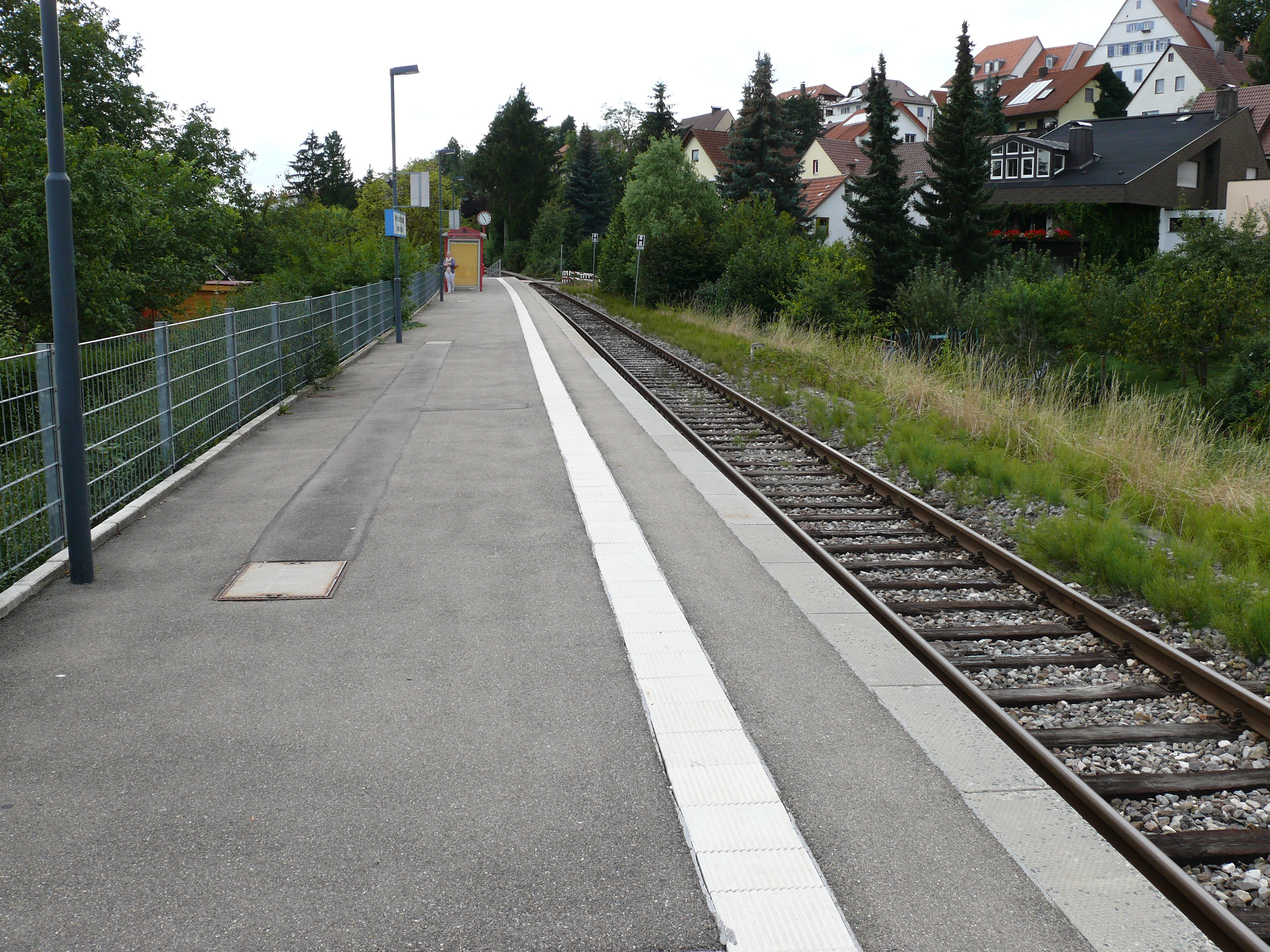
Weil im Schönbuch Untere Halde
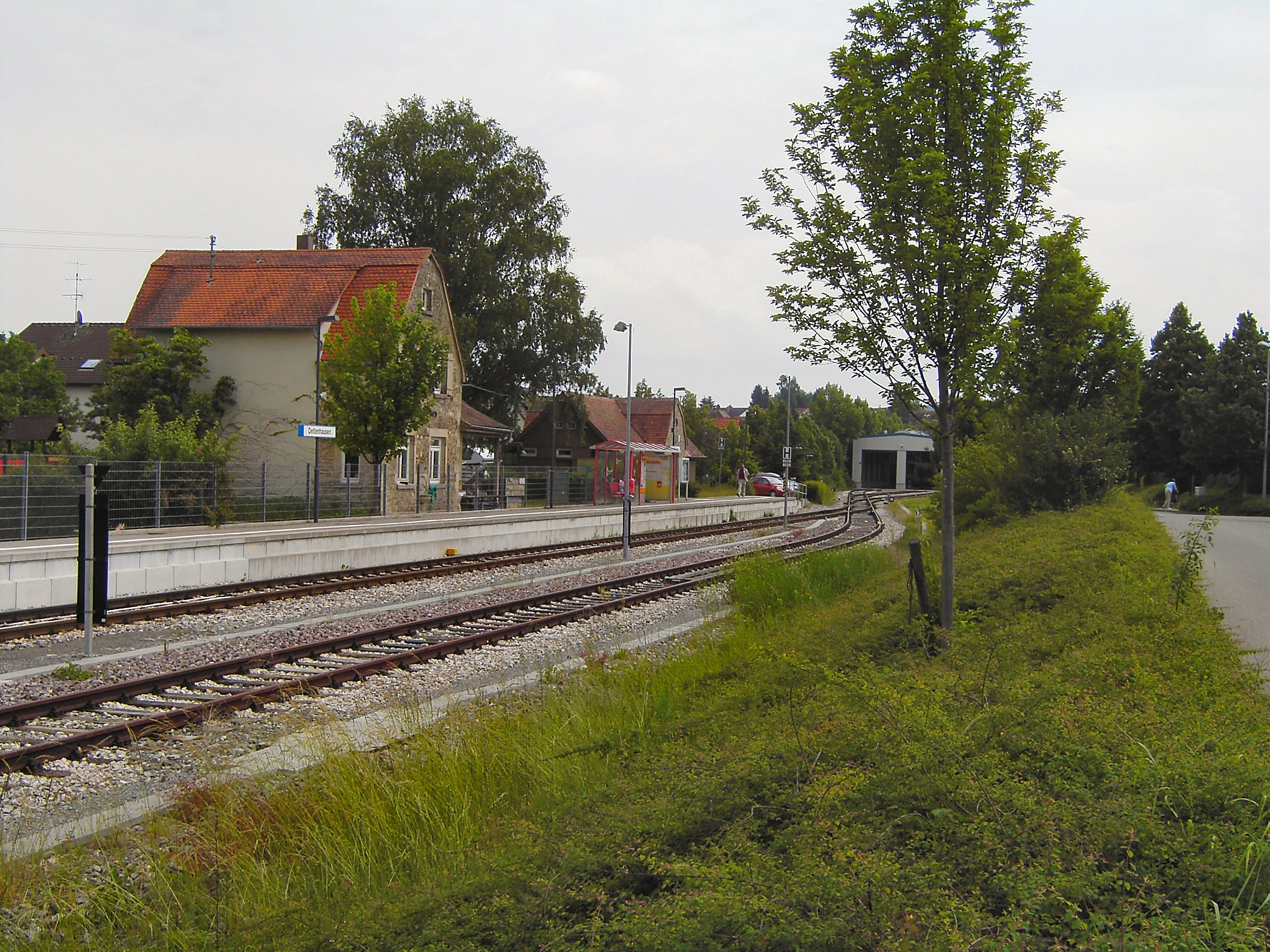
Endbahnhof Dettenhausen
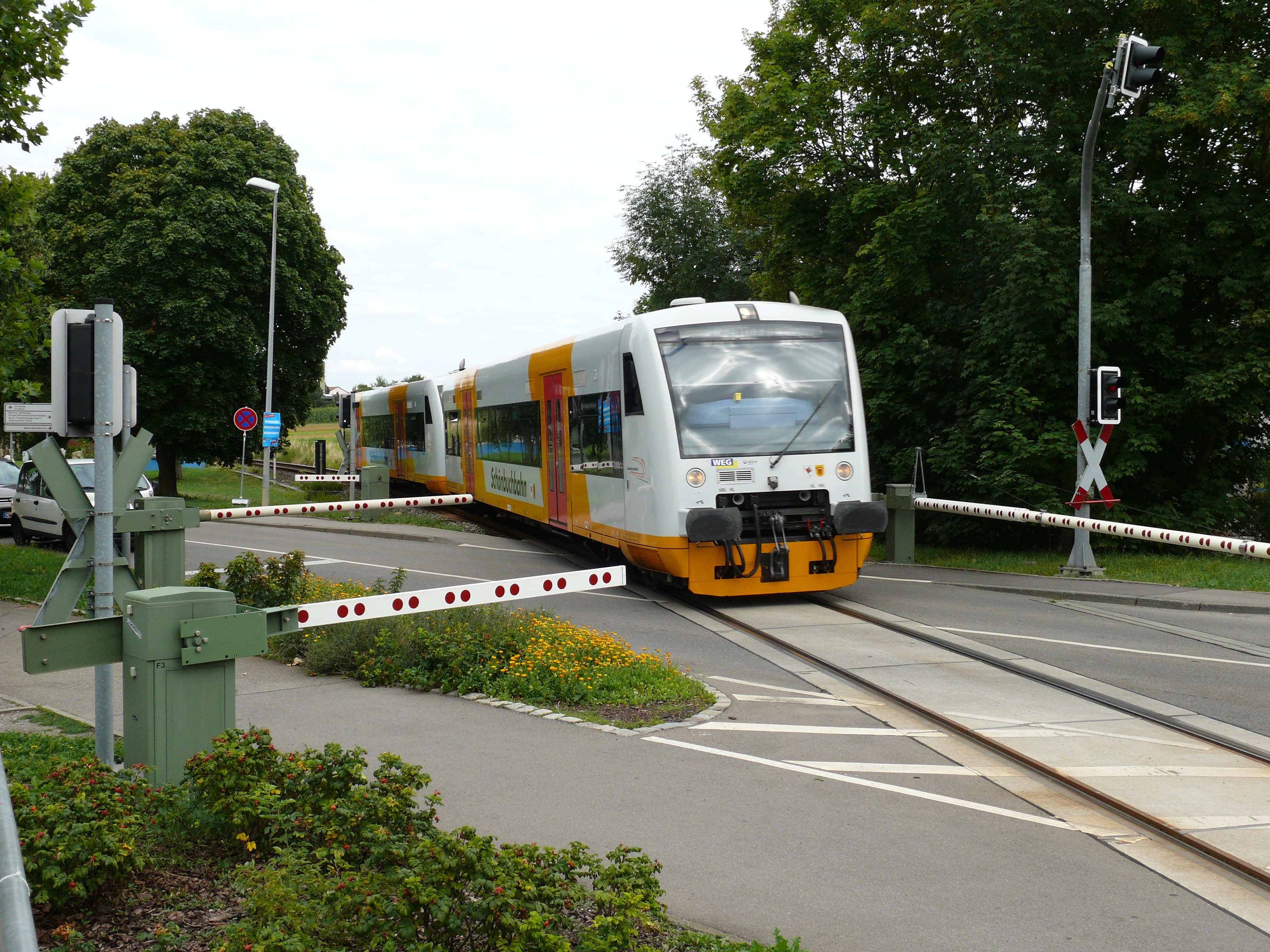
Beschrankter Bahnübergang beim Haltepunkt Weil im Schönbuch Troppel
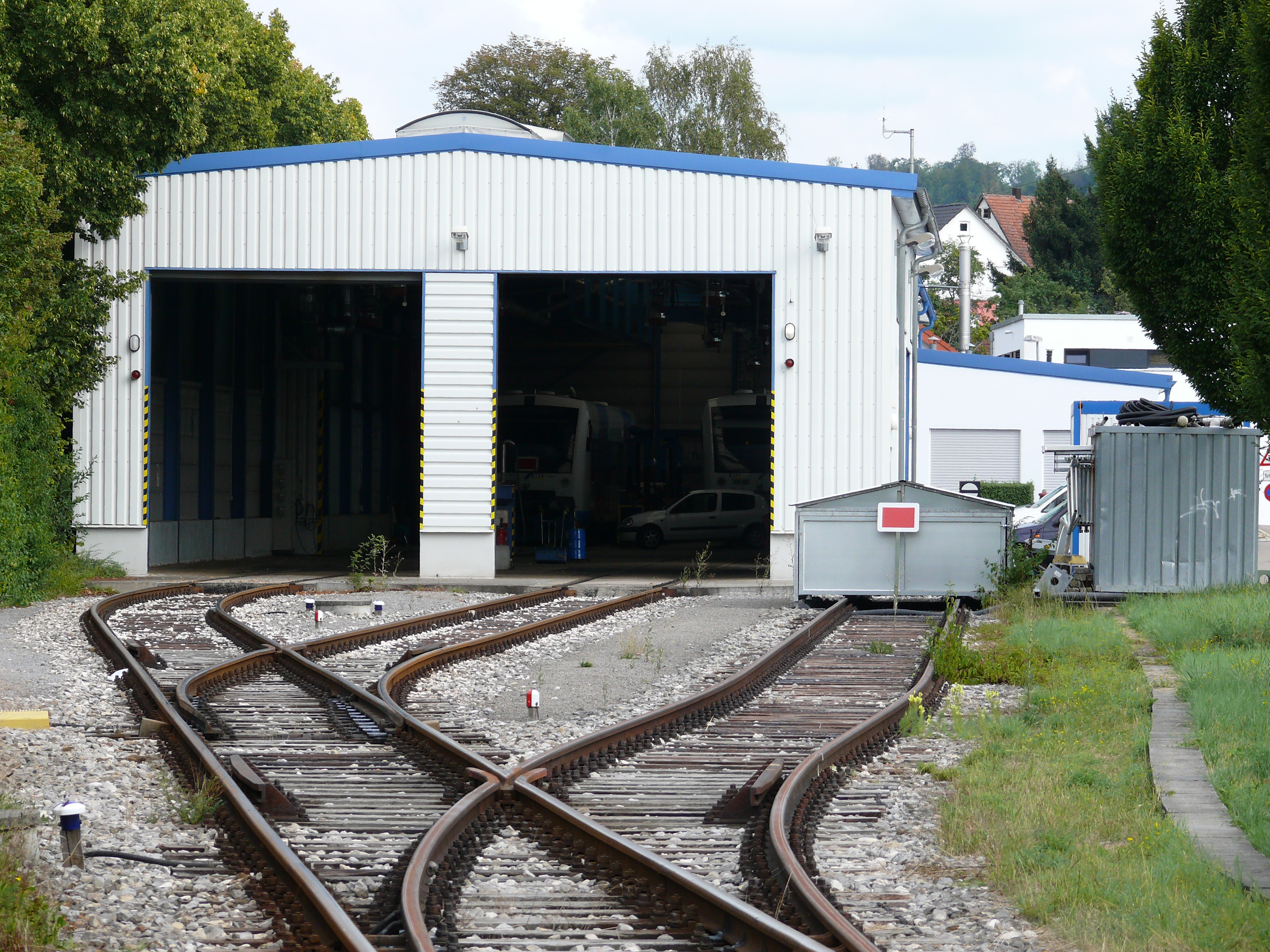
Fahrzeughalle in Dettenhausen vor der Elektrifizierung
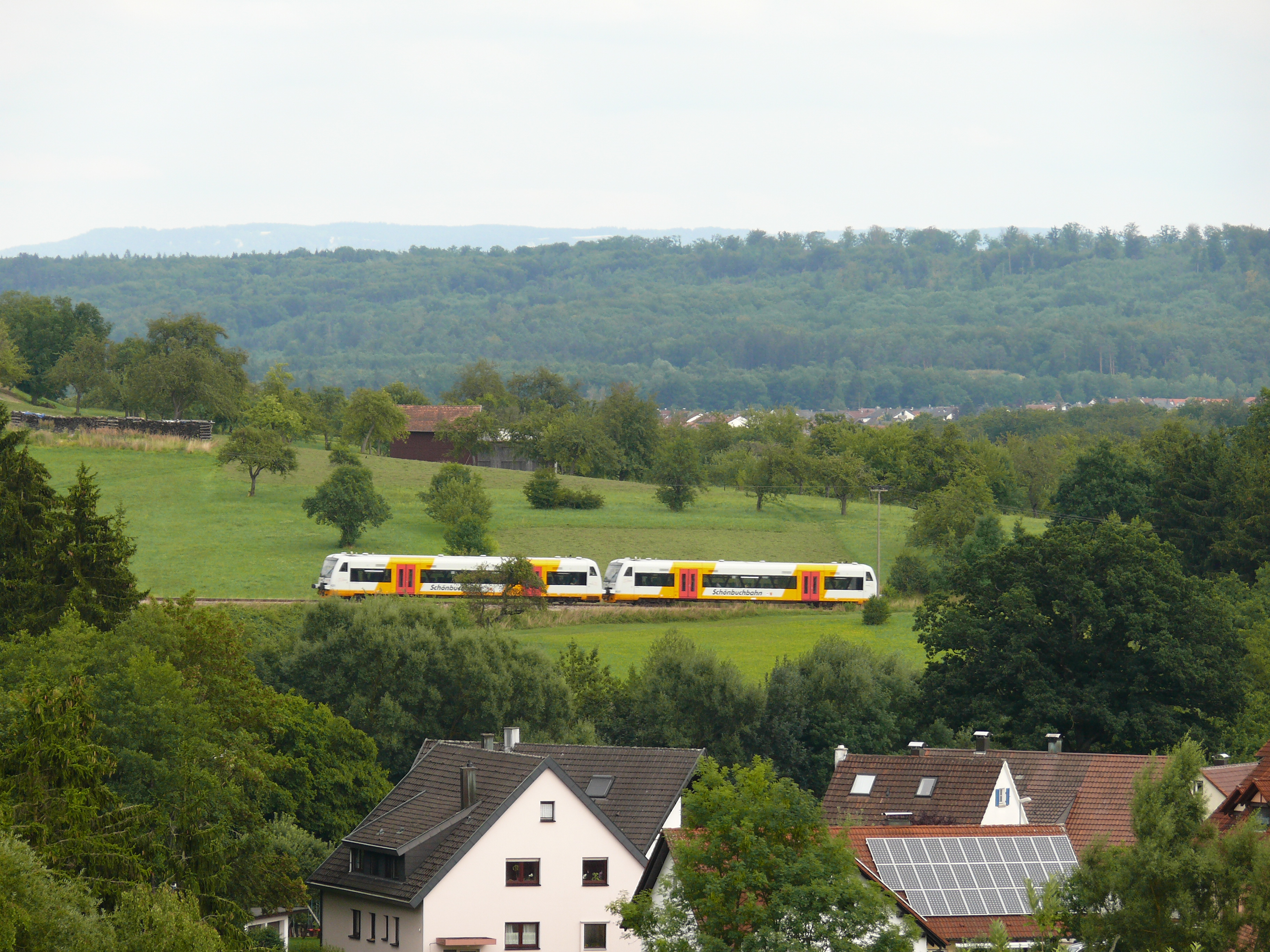
Zwischen Weil im Schönbuch und Dettenhausen vor der Elektrifizierung

### Elektrifizierung und partieller zweigleisiger Ausbau
In den 2000er Jahren stiegen die Fahrgastzahlen auf der Strecke weiter. Im Jahr 2012 wurden an Werktagen schon über 10.000 Fahrgäste befördert. Deshalb wurde seit 2009 angestrebt, die Strecke mit 15 kV Wechselstrom zu elektrifizieren und zwecks Einrichtung eines 15-Minuten-Takts bis Holzgerlingen die Abschnitte Böblingen – Böblingen, Danziger Straße sowie Böblingen, Zimmerschlag – Holzgerlingen, Hülben zweigleisig auszubauen. Auf dem Restabschnitt bis Dettenhausen sollte es beim 30-Minuten-Takt bleiben. Ebenso waren die Ertüchtigung für 100 km/h Höchstgeschwindigkeit, der Neubau der gesamten Signalanlagen sowie der Umbau aller Bahnsteige auf einheitlich 85 Meter Länge und 76 cm Höhe über Schienenoberkante vorgesehen.
Die Standardisierte Bewertung für den Ausbau ergab einen Nutzen-Kosten-Indikator von 1,42. Das Land Baden-Württemberg stellte damals Fördermittel in Höhe von 37,5 Millionen Euro in Aussicht, der Zweckverband Schönbuchbahn musste rund 38,5 Millionen Euro als Eigenanteil aufbringen. Am 9. März 2015 hatten der Verkehrsausschuss und am 10. März 2015 der Finanzausschuss des Kreistages dem Förderangebot des Landes zugestimmt.
Das Planfeststellungsverfahren geschah in vier Abschnitten:
1. Neubau eines Betriebshofs mit Werkstatt und Stellwerk in Böblingen zwischen Bahnhof und Haltepunkt Danziger Straße. Umwandlung der Fahrzeughalle in Dettenhausen in eine reine Abstellhalle. Der Planfeststellungsbeschluss erging am 25. September 2015.[14]
2. Böblingen, Bahnhof bis Haltepunkt Zimmerschlag: Neubau eines zweiten Gleises vom Bahnhof Böblingen bis zum Streckenkilometer 1,55 und zweigleisiger Neubau des Haltepunkts Danziger Straße, Streckenkilometer 1,2 bis 1,3. Beseitigung des schienengleichen Bahnübergangs Herrenberger Straße in Böblingen. An dieser Stelle wurde die Straße unter der Bahntrasse durchgeführt.
3. Haltepunkt Zimmerschlag bis Holzgerlingen, Bahnhof: Neubau eines zweiten Gleises zwischen Haltepunkt Zimmerschlag und Holzgerlingen Bahnhof und Neubau eines zweiten Bahnsteigs beim Haltepunkt Zimmerschlag. Aufgabe und Rückbau des Haltepunkts Holzgerlingen Nord, Ersatz durch den neuen Haltepunkt Holzgerlingen, Hülben circa 350 Meter weiter südlich. Rückbau des bestehenden Bahnsteigs im Bahnhof Holzgerlingen und Ersatz durch einen neuen Mittelbahnsteig. Beseitigung des schienengleichen Bahnübergangs Böblinger Straße in Holzgerlingen. Die Straße führt nun über die Bahntrasse. Der Planfeststellungsbeschluss zu den Abschnitten 2 und 3 erging am 16. Juni 2016.[15]
4. Holzgerlingen, Bahnhof bis Streckenende in Dettenhausen: Verlängerung der Bahnsteige, Verbesserungen der Gleislage und der Entwässerungsanlagen.

Am 11. November 2016 begann mit dem Spatenstich für den neuen Betriebshof in Böblingen offiziell der Ausbau. Die Kostenschätzungen lagen damals bei circa 93,8 Millionen Euro, davon 20 Millionen Euro für den Betriebshof. Am 30. März 2017 vergab der Zweckverband Schönbuchbahn den Ausbau der Strecke für knapp zehn Millionen Euro an das Unternehmen Leonhard Weiss. Für die Bauarbeiten wurde die Strecke ab 30. Juli 2017 gesperrt. Die Bauarbeiten am Bahnübergang Herrenberger Straße in Böblingen begannen am 31. August 2017, am Bahnübergang Böblinger Straße in Holzgerlingen am 18. Oktober 2017.
Im Juli 2018 wurde bekannt, dass aufgrund eines Planungsfehlers 80 von 457 Oberleitungsmasten unbrauchbar waren und ersetzt werden mussten. Dies führte zu einer rund vierwöchigen Bauverzögerung, und die Inbetriebnahme sollte statt Anfang eher Ende Dezember 2018 erfolgen. Der Zweckverband kündigte an, den Planer für den entstandenen Schaden von 2,25 Millionen Euro in Regress nehmen zu wollen. Mit prognostizierten Gesamtkosten von 91 Millionen Euro lag das Projekt dabei 0,85 Millionen Euro über dem vorigen Ansatz. Die Mehrkosten seien notwendig geworden, um die Trasse auf dem steinigen Untergrund bei Holzgerlingen gegen Erschütterungen zu ertüchtigen.
Die Strecke zwischen Holzgerlingen und Dettenhausen ging am 24. Februar 2019 wieder in Betrieb. Die Wiederinbetriebnahme zwischen Böblingen und Holzgerlingen war zunächst für Dezember 2018 geplant, fand jedoch nach mehreren Verschiebungen erst am 14. Dezember 2019 statt. Während der Sperrung wurde ein Schienenersatzverkehr mit Omnibussen durchgeführt. Im Zuge der Wiedereröffnung erhielt die Strecke die neue Liniennummer RB 46.
Die Kosten für den Ausbau der Infrastruktur betrugen 120 Millionen Euro. Der Zweckverband hofft auf einen Fahrgastzuwachs von bislang 8.000 auf 14.000 Fahrgäste. Der 15-Minuten-Takt wurde im Dezember 2019 eingeführt.

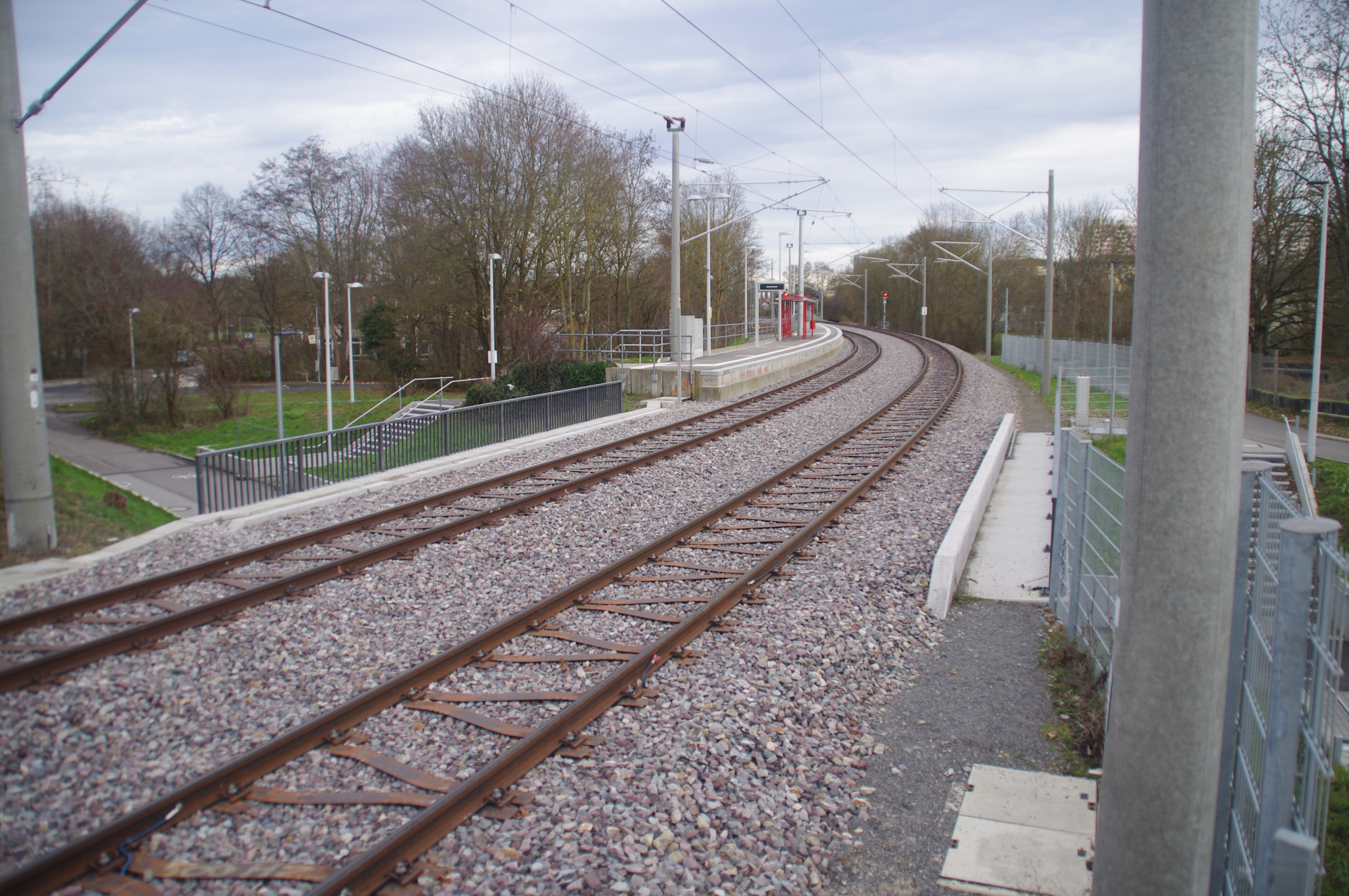
Haltepunkt Danziger Straße Fahrtrichtung Böblingen
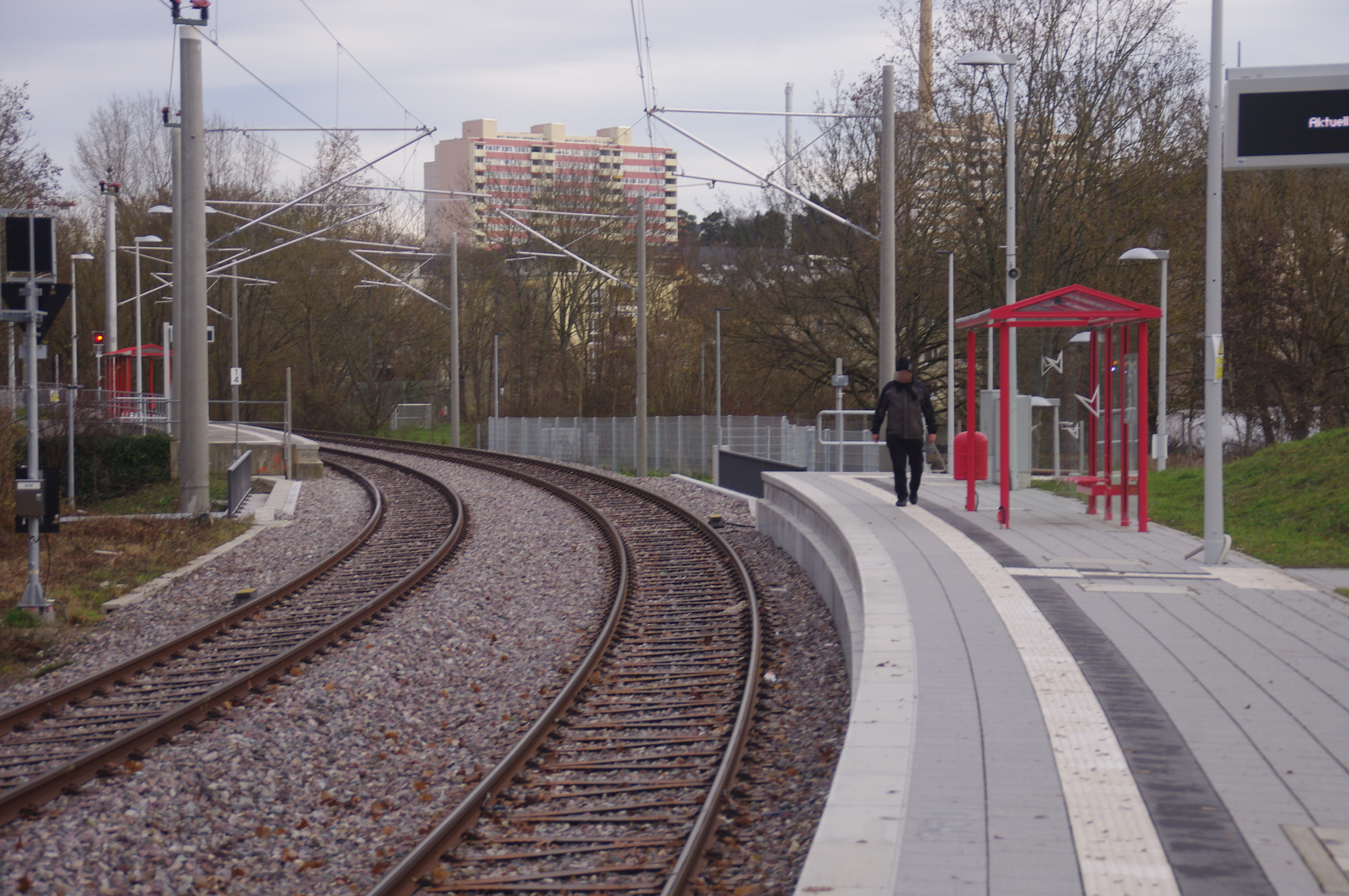
Haltepunkt Danziger Straße Bahnsteig Fahrtrichtung Dettenhausen
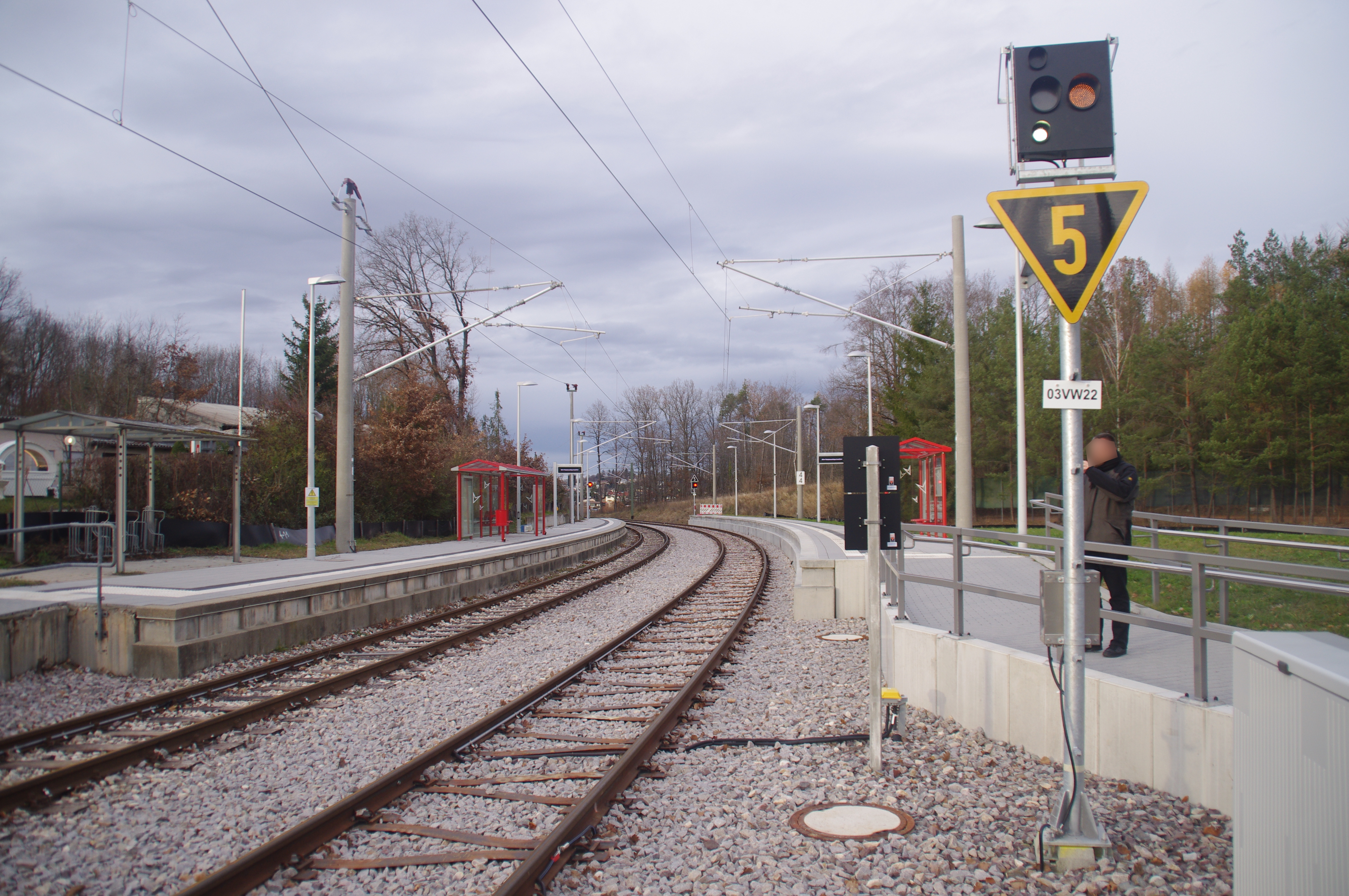
Bahnhof Zimmerschlag
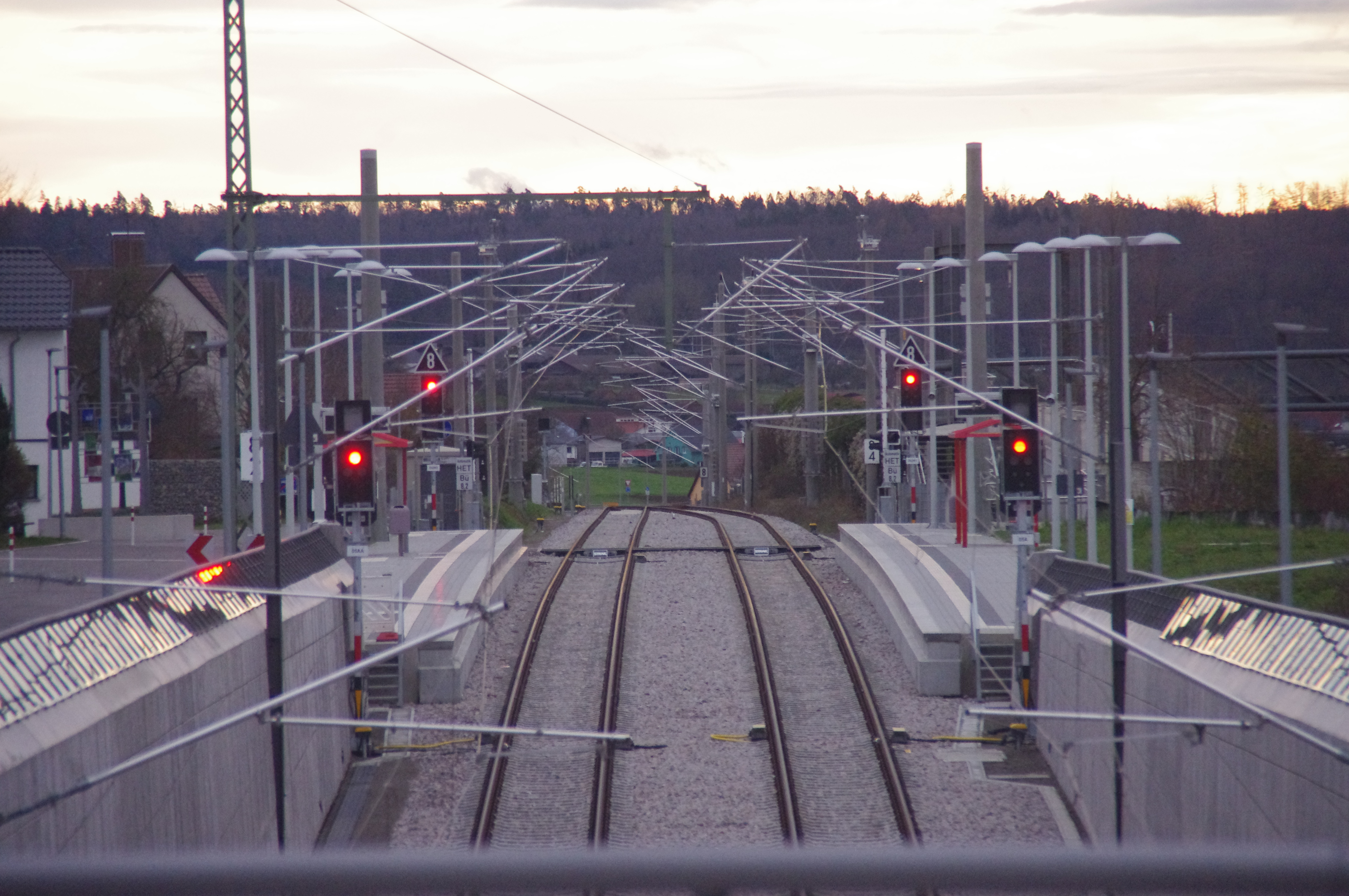
Haltepunkt Holzgerlingen Hülben Blickrichtung Dettenhausen
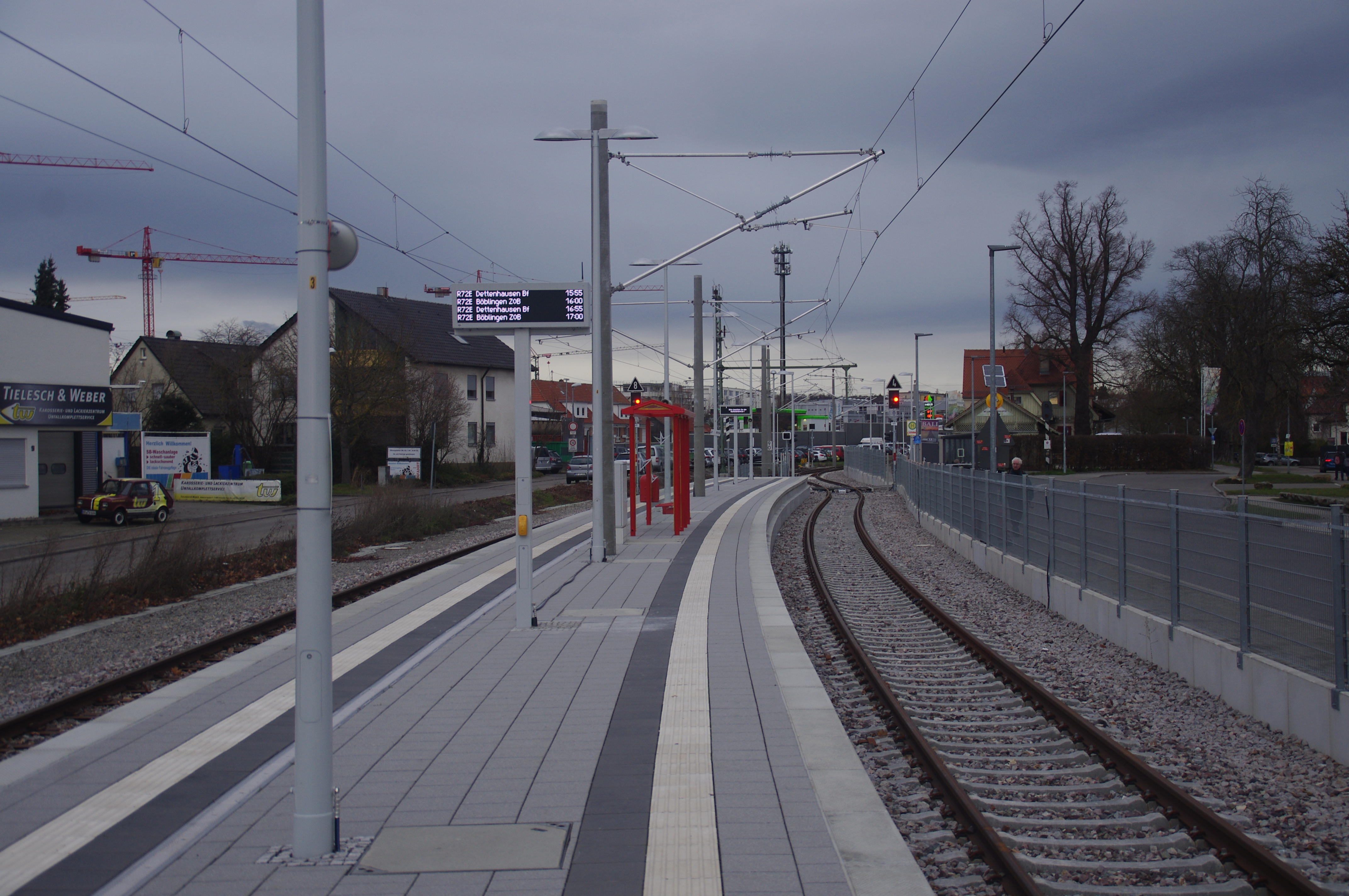
Haltepunkt Holzgerlingen Blickrichtung Böblingen

## Fahrzeugeinsatz

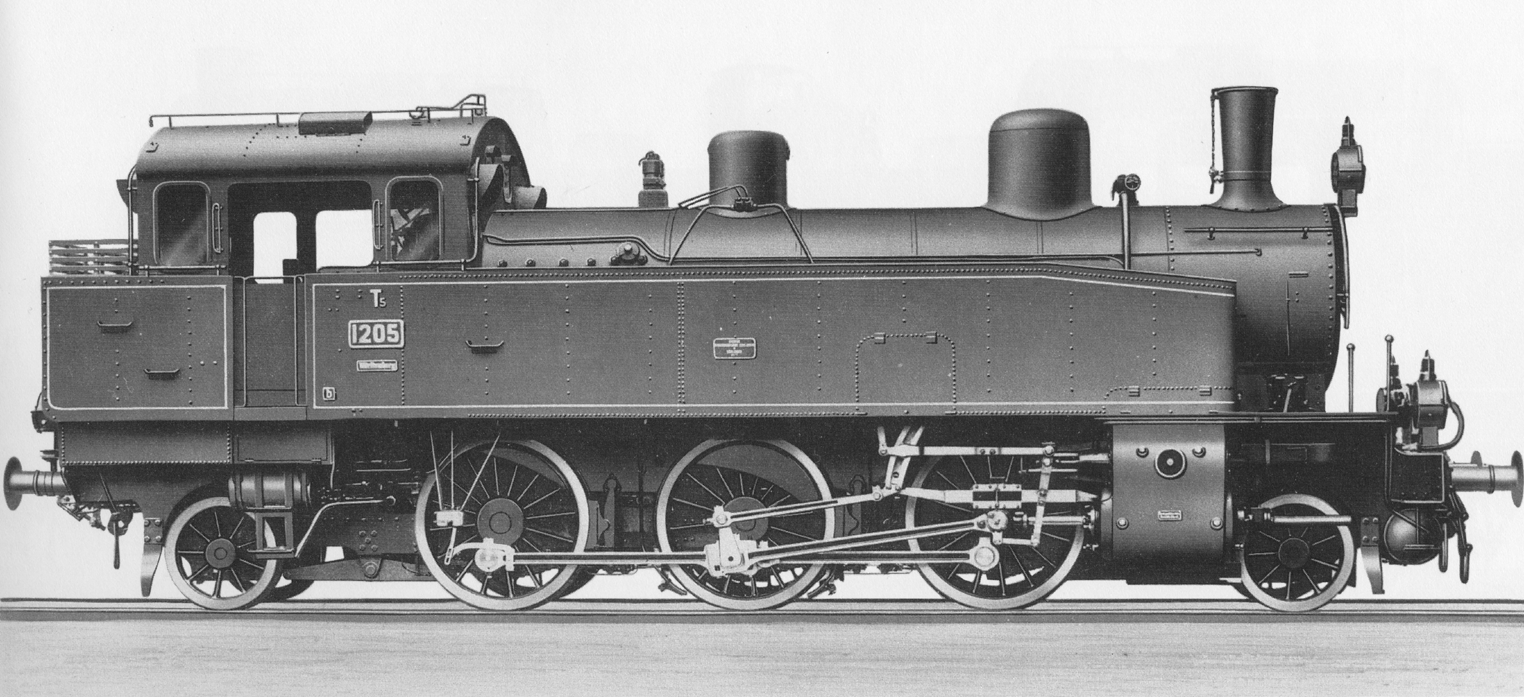
Württembergische T 5

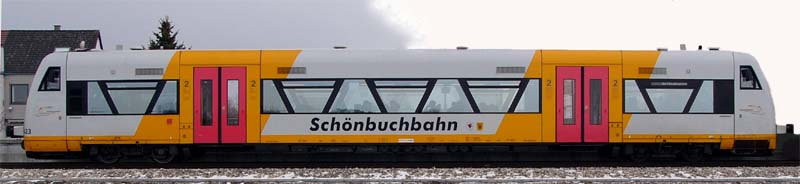
Regio-Shuttle RS1

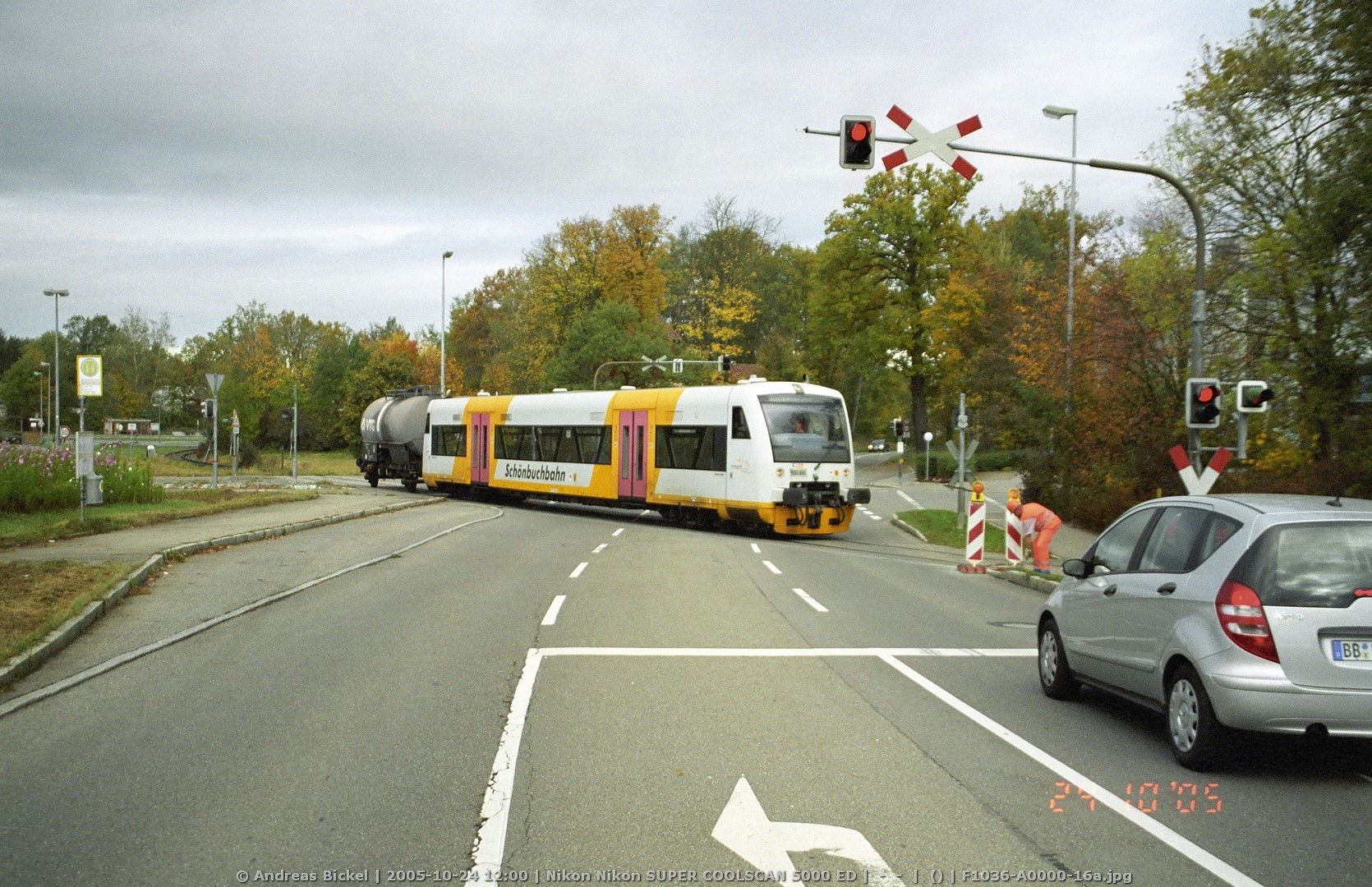
Triebwagen im Güterverkehrseinsatz, 2005

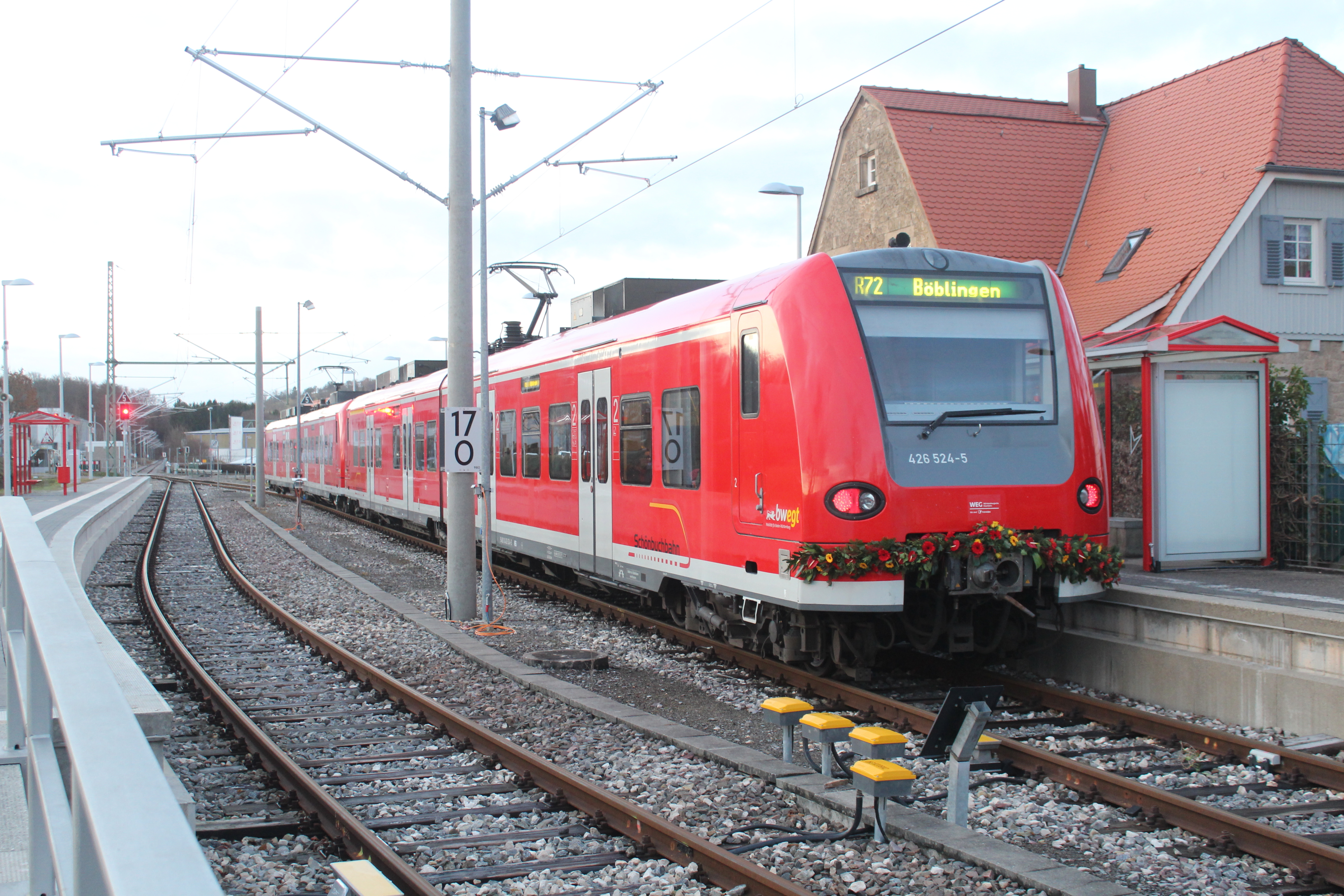
Zwei Triebwagen der Baureihe 426 am Eröffnungstag des elektrischen Betriebs in Dettenhausen

In den ersten Jahren waren die Züge mit Württembergischen T 5 bespannt.
Zwischen der Regionalisierung und der Elektrifizierung kamen ausschließlich Dieseltriebwagen des Typs Stadler Regio-Shuttle RS1 zum Einsatz, die bis zu dessen Einstellung auch als Schlepptriebwagen im Güterverkehr dienten. Bei Wiedereröffnung im Jahr 1996 standen zunächst vier Einheiten zur Verfügung:
- VT 430 „Dettenhausen“
- VT 431 „Weil im Schönbuch“
- VT 432 „Holzgerlingen“
- VT 433 „Böblingen“

2001 wurden schließlich noch die Triebwagen VT 415 „Schönbuch“ und VT 423 „Schaichtal“ nachbeschafft, die jedoch nicht fabrikneu waren, sondern im Rahmen eines Ringtauschs von der Strohgäubahn beziehungsweise der Wieslauftalbahn übernommen wurden.
Am 1. August 2025 wurde der Betrieb der Regio Shuttles auf der Schönbuchbahn eingestellt.

### Neufahrzeuge der Baureihe 455

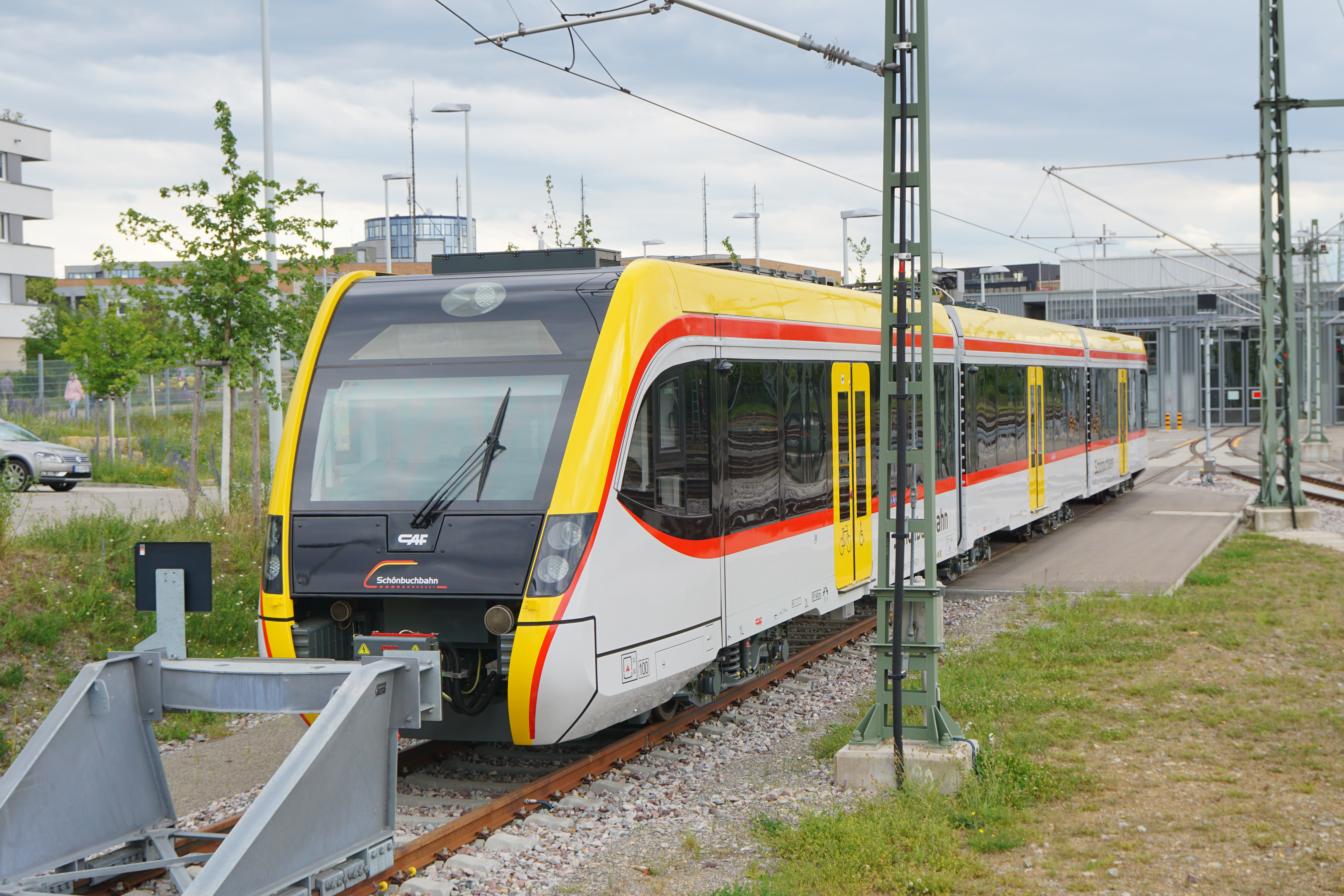
Fahrzeug der Baureihe 455 im Betriebshof Böblingen

Im April 2017 bestellte der Zweckverband Schönbuchbahn nach einer Ausschreibung neun elektrische Triebzüge bei der Firma CAF für 53 Millionen Euro. Aufgrund einer höher prognostizierten Fahrgastzahl bestellte der Zweckverband später drei weitere Züge nach. Die Züge der Baureihe 455 (CAF Nexio) wurden zwischen 2020 und 2021 geliefert. Sie sind 39 Meter lang, verfügen über 94 Sitzplätze und 118 Stehplätze und haben eine Höchstgeschwindigkeit von 100 km/h. Die kommerzielle Inbetriebnahme der Fahrzeuge sollte bis Ende 2021 erfolgen, verzögerte sich aber aufgrund von Problemen im Zulassungsprozess bis 2025.

### Übergangsbetrieb mit angemieteten Elektrotriebzügen
Seit der Elektrifizierung und bis zum 6. Januar 2025 verkehrten vier gebrauchte, von der Deutschen Bahn gemietete Elektrotriebwagen der Baureihe 426 im Mischbetrieb mit den vorhandenen Regio-Shuttles, wobei die Leihfahrzeuge überwiegend während des 15-Minuten-Takts in den Hauptverkehrszeiten zum Einsatz kamen. Bei ihnen war die erste Wagenklasse deklassiert, zudem waren sie permanent mit einem Zugbegleiter besetzt, der aufgrund der fehlenden Automaten und Entwerter den Verkauf und das Entwerten der Fahrkarten übernahm. Anfang Januar 2025 wurden die Züge, die inzwischen störanfällig waren und bei denen eine umfangreiche Revision anstand, zurückgegeben und ein Ergänzungsverkehr mit Bussen eingerichtet.

## Planungen
Im Regionalplan besteht eine Option, die Züge der Schönbuchbahn nach Stuttgart durchzubinden. Hierzu wird die Fläche für ein drittes Gleis von Böblingen nach Stuttgart freigehalten. Eine Verlängerung über Dettenhausen hinaus bis Tübingen schätzt das Landratsamt Böblingen als unwirtschaftlich ein.
Ein im März 2023 durch das Land Baden-Württemberg vorgelegtes Konzept zur Entwicklung des Eisenbahnknotens Stuttgart bis 2040 sieht vor, Züge der Schönbuchbahn über die Panoramabahn zur Strohgäubahn durchzubinden.

## Film
Die Schönbuchbahn wurde in Folge 234 der SWR-Reihe Eisenbahn-Romantik vorgestellt.

## Modelle
Von dem VT 433 der Schönbuchbahn bietet die Firma BEMO Modelleisenbahnen ein Modell im Maßstab H0 im Handel an.